# Presidio (San Francisco)
Das Presidio in San Francisco, Kalifornien, ist ein historischer Militärstützpunkt in strategisch günstiger Lage an der Spitze der Halbinsel. Er liegt direkt am Golden Gate, der Einfahrt in die Bucht von San Francisco, und ist der am längsten genutzte Militärstützpunkt in den Vereinigten Staaten. Das Presidio wurde seit der Gründung durch die Spanier im Jahr 1776 bis 1994 nacheinander von den spanischen Streitkräften, dem Militär Mexikos und den Streitkräften der Vereinigten Staaten genutzt.
In dem zwei mal drei Kilometer großen Gelände befinden sich 870 Gebäude, wovon rund 470 als historisch bedeutend gelten. Das Presidio wurde 1962 als National Historic Landmark District ausgewiesen und wird seit dem 1. Oktober 1994 als Teil des Golden Gate National Recreation Area vom National Park Service verwaltet. Für die Nutzung des Areals wurde im Jahr 1996 der Presidio Trust gegründet.
Zu dessen Aufgaben gehört die wirtschaftliche Verwertung der Grundstücke zur Vermietung und Verpachtung von Wohnungen und Gewerbeflächen. Größte gewerbliche Mieter mit rund 61.000 m² sind die ehemaligen Unternehmen von George Lucas: LucasArts, Industrial Light and Magic und Lucasfilm. Diese haben seit dem Jahr 2005 Büros für rund 2500 Angestellte im Presidio. Die ehemaligen Quartiere der Mannschaften und Offiziere werden nach Renovierungen und Umbauten vermietet, wodurch heute etwa 2500 Personen auf dem Gelände in spektakulärer Lage wohnen.

## Geschichte
Die Siedlungsgeschichte auf der Halbinsel von San Francisco reicht etwa 10.000 Jahre, mithin bis in die paläoindianische Periode zurück. Eine archäologische Untersuchung des Presidios selbst wurde erst in den letzten Jahren begonnen. Die ältesten datierbaren Funde stammen von etwa 740. Sie zeigen, dass die ältesten nachweisbaren Bewohner der Region am Golden Gate zu den Muwekma Ohlone, auch als Costanoan bezeichnet, gehörten. Dieses Volk, dessen Kultur und Sprache der Penuti-Sprachen-Familie zugeordnet wird, lebte als Jäger und Sammler im Familienverband oder kleinen Dörfern und zog je nach Saison von einer festen Siedlung hinunter an die Küste zum Fischen oder in die Hügel zur Jagd.

### Spanische Zeit (1776–1822)
1769 ordnete der visitador general des Vizekönigreichs Neuspanien, José de Gálvez y Gallardo, an, dass die Besitzungen Spaniens an der Pazifikküste ausgedehnt werden sollten, um den Einfluss von England und Russland im Raum des Pazifischen Ozeans zurückzudrängen. Bereits im selben Jahr segelte in seinem Auftrag Gaspar de Portolà nach Norden und gründete mit San Diego die erste spanische Siedlung im heutigen US-Bundesstaat Kalifornien. Als zweiter Siedlungsort war das bereits 1602 von Sebastián Vizcaíno beschriebene Monterey vorgesehen. Weil die Aufzeichnungen Vizcaínos über die Monterey Bay aber wesentlich von der Realität abwichen, segelte Portolà über das Ziel hinaus. Es ist nicht völlig sicher, dass er die Bucht von San Francisco erreichte – die Männer seiner Expedition gelten aber als die ersten, die das Golden Gate sahen. Sie berichteten von einem Hafen aller Häfen, der im folgenden Jahr näher erkundet wurde.

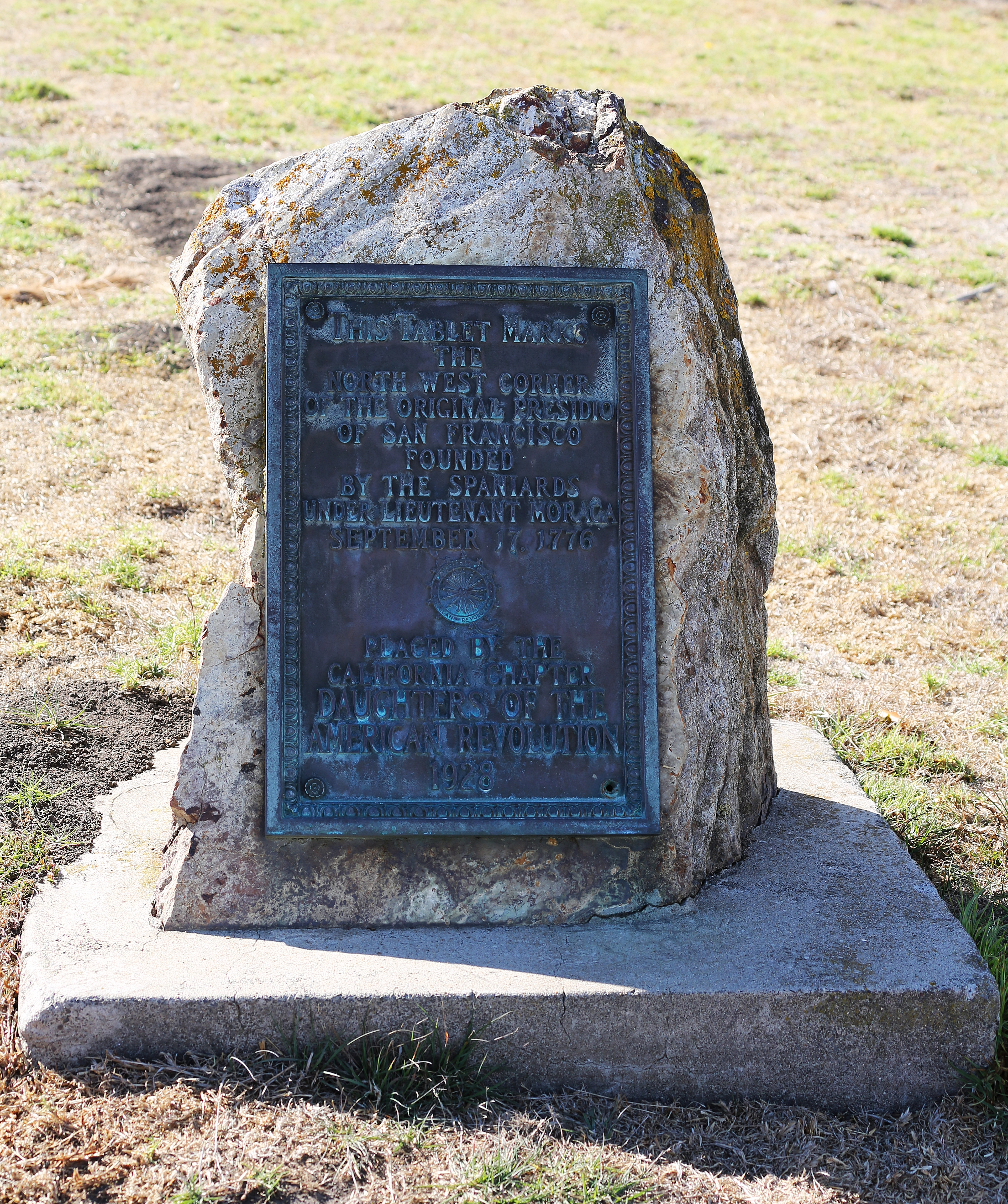
Gedenkstein zur Gründung des Presidios 1776

Pedro Fages, der bei der Portolà-Expedition mitgefahren und seit Mitte des Jahres Nachfolger Portolàs als Militär-Gouverneur von Nuevo California war, zog von Monterey auf dem Landweg nach Norden, erreichte das Santa Clara Valley und stieß auf dem Ostufer der Bucht bis zum heutigen Alameda vor. Da er die Bucht nicht überqueren konnte, erreichte er das Golden Gate nicht, sondern kehrte zurück nach Monterey. Als er im März 1772 wiederkam, konnte er erstmals die gesamte Bucht überblicken und kartieren. Er erfasste dabei auch die Farallon-Inseln vor der Küste im Pazifik. Sein Bericht erregte Interesse beim Leiter aller spanischen Missionen in Kalifornien, dem Franziskanerpater Junípero Serra. Dieser schlug die Gründung zweier neuer Missionen in den neu erkundeten Gebieten vor. Als Fages das Projekt nicht unterstützte, wurde er 1774 abgelöst und durch Fernando Rivera y Moncada ersetzt. Rivera zog kurz darauf von Monterey nach Norden und erreichte am 4. Dezember 1774 die Spitze der Landzunge am Golden Gate, wo er ein Holzkreuz errichtete. Anfang desselben Jahres hatte Oberst Juan Bautista de Anza im Auftrag des Vizekönigs als erster Spanier den Landweg von Sonora zur Pazifikküste erkundet.
Wegen seiner erfolgreichen Expedition wurde de Anza beauftragt, erneut an den Pazifik zu ziehen und dort mehrere neue Missionen anzulegen. Außerdem sollte er bis zum Golden Gate vorstoßen und dort eine Befestigung errichten, die den Hafen für die spanische Krone militärisch sichert. Er rekrutierte Siedler, mit denen die Missionen bemannt werden sollten, und brach im Frühjahr 1775 auf. Im Mai erreichte er das Presidio San Ignacio de Tubac im heutigen Tubac, Arizona. Zu seiner Unterstützung wurde Juan Manuel de Ayala mit dem Segelboot San Carlos ausgesandt. Er sollte durch das Golden Gate in die Bucht einfahren und diese erkunden. Am 4. August 1775 lief ein Lotse mit einem Ruderboot als erster Europäer in die Bucht von San Francisco ein, am nächsten Tag folgte Ayala mit der San Carlos. Sie hielten sich 44 Tage in der Bucht auf und kartierten die Region. Bei ihrer Rückkehr nach Monterey berichteten sie von einem hervorragenden Siedlungsgebiet mit guter Trinkwasserversorgung, günstigem Klima und friedlichen Eingeborenen.

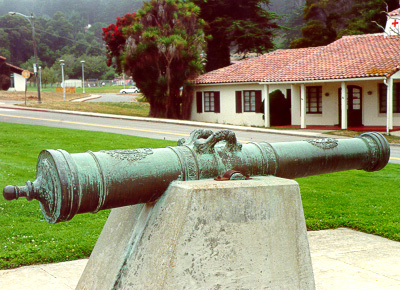
Spanische Kanone, installiert 1793

Auf diese Meldung hin zog Juan Bautista de Anza im Oktober 1775 von Tubac los, begleitet von 240 Soldaten und Siedlern und 1000 Stück Vieh. Mit ihm kam ein Franziskaner-Priester. Sie erreichten im März 1776 Monterey und de Anza zog mit einer kleinen Vorausabteilung zum Golden Gate. Vom 27. März bis 5. April erkundeten sie die Hügelketten auf der Halbinsel und erkundeten geeignete Standorte für das Presidio und die Missionsstation. Nach ihrer Rückkehr nach Monterey wurde de Anza nach Mexico abgezogen, die Siedler unternehmen den letzten Abschnitt ihrer Reise unter der Führung von de Anzas Stellvertreter José Joaquín Moraga und dem Franziskaner Francisco Palóu. Nur noch 193 Siedler, teils Soldaten, teils Zivilisten, verließen Monterey und kamen am 27. Juni auf der Halbinsel an. Nach einer Erkundungsphase begannen sie am 26. Juli mit den Arbeiten an einer kleinen Kapelle, die Teil des Presidios sein sollte. Im August kam die San Carlos unter de Ayala an und brachte Baumaterialien, Proviant und die erfahrenen Schiffshandwerker mit. Der Bauplan wurde von de Ayalas Lotsen gezeichnet und sah ein Quadrat aus Lehmziegelbauten mit einer Kantenlänge von etwas über 80 m vor. Das Lagerhaus, die comandancia und die Kapelle wurden von den Seeleuten und Schiffshandwerkern errichtet, die Soldaten bauten sich ihre Unterkünfte selbst. Am 17. September konnte die Kapelle geweiht werden.
Sie errichteten die erste Garnison auf dem heutigen Gelände und die Missionsstation Mission San Francisco de Asís etwas landeinwärts und für die Zivilisten das Pueblo de San José. Die Garnison im Presidio war lange die nördlichste Einrichtung des Vizekönigreiches und ein Vorposten der Kolonisation. Sie war über El Camino Real (den Königlichen Weg) mit einer Kette von anderen spanischen Missionen, Stützpunkten und Siedlungen verbunden, die sich entlang der Pazifikküste und an den wenigen Flüssen auch ins Innere des Kontinents erstreckte.

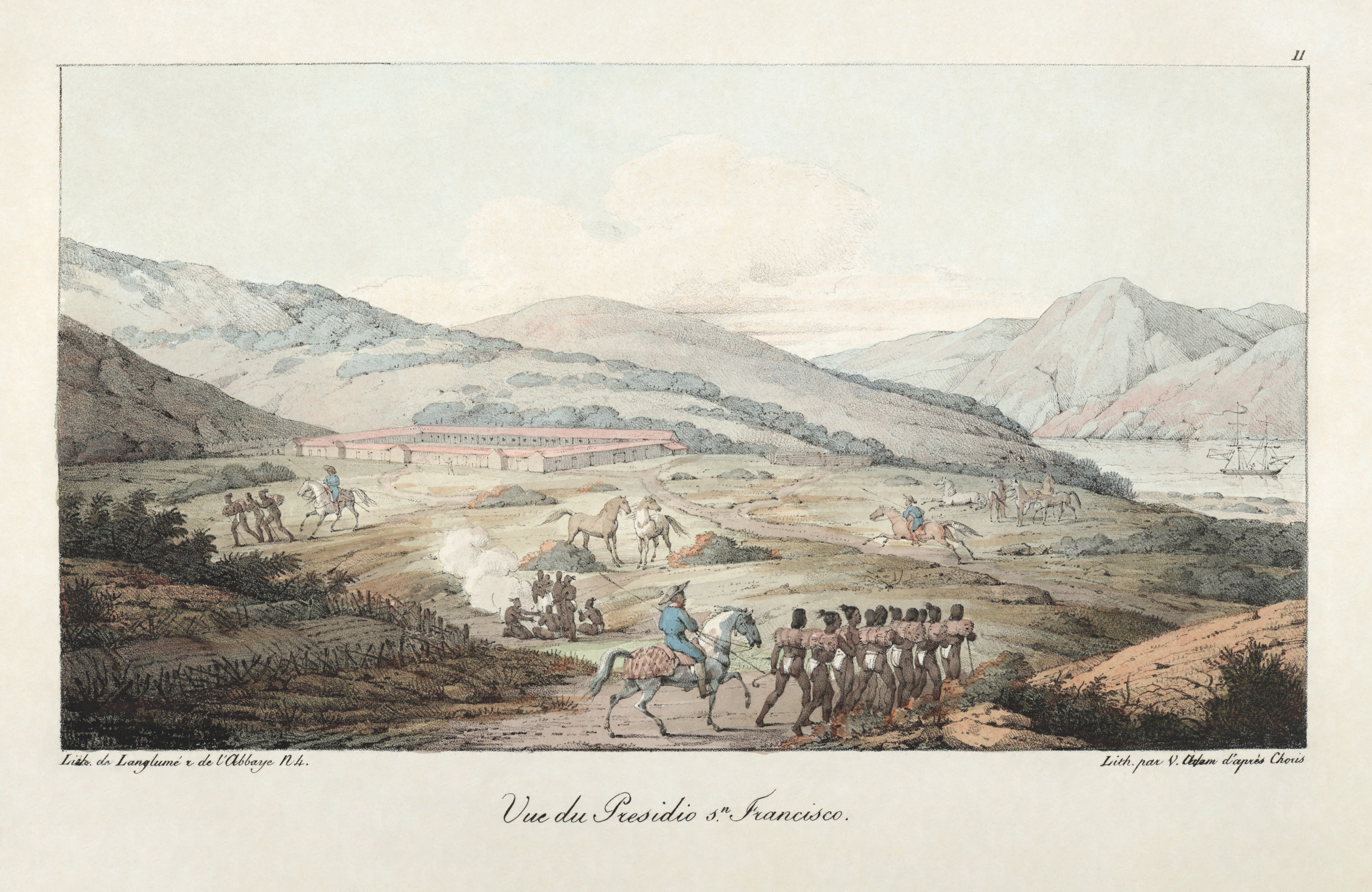
Der Presidio, gezeichnet von Louis Choris im November 1817 und lithografiert von Victor Adam

Das Presidio bestand zunächst nur aus mehreren langgestreckten Adobe-Lehmziegel-Bauten um einen fast quadratischen Hof. 1792 wurden zusätzlich zwei kleine Festungen errichtet und Kanonen installiert. Die Castillos hatten die Aufgabe, die Einfahrt in die Bucht von San Francisco zu bewachen, die der beste Naturhafen an der kalifornischen Küste war. Aus dem Castillo de San Joaquin ging das spätere Fort Point hervor. Rund um die Militäranlage lebten zwischen 200 und 300 Siedler, zumeist Mestizen. Landwirtschaft und insbesondere die Viehhaltung mit Rindern und Schafen veränderten die Landschaft und zerstörten innerhalb weniger Jahrzehnte die Lebensgrundlage der indianischen Urbevölkerung.
Zu Beginn des 19. Jahrhunderts kam es gelegentlich zu wirtschaftlichen Auseinandersetzungen mit russischen Kolonisten, die etwas weiter nördlich an der Bodega Bay eine Siedlung für den Pelzhandel errichtet hatten. In der Folge wurden auch Jäger aus dieser Siedlung im Presidio gefangen gehalten, da der russische Handelsstützpunkt von den Spaniern als illegal angesehen wurde. Die Konflikte intensivierten sich ab 1812 zunächst mit dem Ausbau des russischen Stützpunkts zu Fort Ross.

### Mexikanische Zeit (1822–1848)

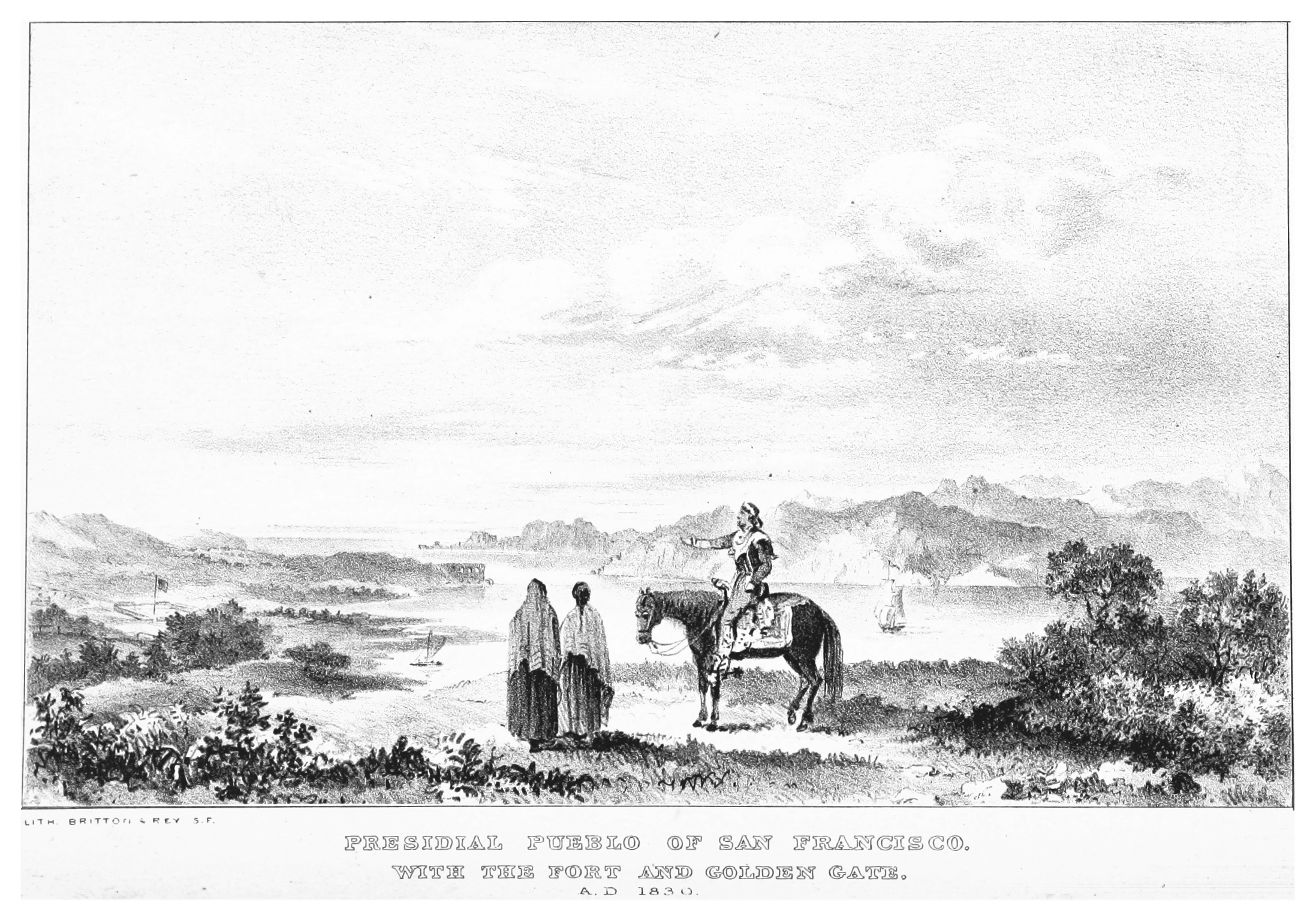
Blick zum Golden Gate und dem „Presidial Pueblo“ (um 1830)

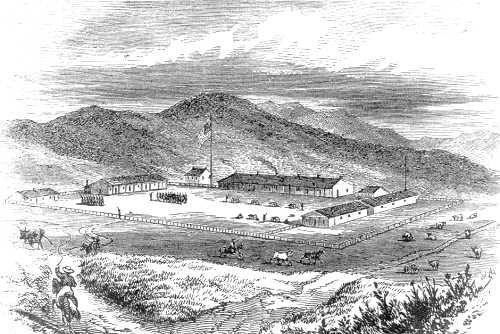
Presidio (um 1850)

Der Kampf um die Unabhängigkeit Mexikos begann 1810 und dauerte bis zur formellen Anerkennung im Jahr 1822. Nach der Unabhängigkeit von Spanien übernahm die neu gegründete mexikanische Armee das Presidio. Der Außenposten war in schlechtem Zustand. Mexiko nahm die Angelegenheiten in ganz Oberkalifornien (Alta California) nicht besonders wichtig, da es auch keine militärische Bedrohung gab.
Die benachbarte Stadt San Francisco wuchs langsam zu einem Zentrum des aufkommenden Pelzhandels heran. Die Bevölkerungsanzahl der einheimischen Ohlone hatte in den letzten Jahrzehnten abgenommen und die Mexikaner siedelten unter Zwang andere Völker aus dem Inneren des Landes an der Küste an, um den Handel mit Lebensmitteln zu versorgen. Coast Miwok, Yokuts, Pomo, Sierra Miwok und Salina wurden um- und angesiedelt. Dabei gingen die Unterschiede ihrer Kulturen schnell verloren.
1828 wehrten sich die Indianer der Region unter der Führung ihres Alcalde (Dorfvorsteher) Estanislao, einem Yokut, gegen die Ausbeutung und den unfairen Handel. Sie zogen von ihrem Siedlungsgebiet bei San José ins Tal des San Joaquim River und errichteten ein durch Palisaden geschütztes Wehrdorf. Einem ersten Angriff der wenigen Soldaten des Presidios konnten sie widerstehen. 1829 wurden Truppen aus Monterey und dem Presidio zusammengezogen, und ihren Kanonen hatten die Dorfbewohner nichts mehr entgegenzusetzen. Estanislao selbst konnte entkommen. Er wurde einige Jahre später begnadigt. Der kleine Feldzug war die einzige militärische Aktion, die die mexikanische Garnison Presidios erlebte.
1835 zog die Garnison aus den Castellos nach Sonoma. Im eigentlichen Presidio blieb nur eine Rumpfbesatzung zurück.

### Vereinigte Staaten (1848–1994)
Im Mexikanisch-Amerikanischen Krieg besetzten die Truppen der Vereinigten Staaten das inzwischen weitgehend zerfallene Presidio 1846 ohne Kampfhandlungen. Nach dem Friedensschluss und der Abtretung Kaliforniens an die USA 1848 setzten Angehörige der US Army die Gebäude nur notdürftig in Stand. Da im selben Jahr der kalifornische Goldrausch innerhalb weniger Monate zu einer Verdreifachung der Bevölkerung geführt hatte, stufte Washington die Bedeutung Kaliforniens und San Franciscos höher ein und stellte Mittel für den Ausbau des Militärs zur Verfügung. Inzwischen hatte der Kommandant, Hauptmann Keyes, Probleme mit Deserteuren. Von seinen 57 Mann blieben ihm nur 15, alle anderen zogen in die Goldfelder. Zwischen 1853 und 1861 wurden Fort Point, die Befestigung auf der Insel Alcatraz und Fort Mason zum Schutz der Bucht von San Francisco errichtet. Ab 1862 richteten sich die Baumaßnahmen auf das Presidio selbst.
Während des Sezessionskrieges wurden fast alle Truppen der Union aus dem Westen abgezogen. Nur im Presidio und in Astoria an der Mündung des Columbia Rivers im späteren Oregon blieben Teile des 9. US-Infanterieregiments stationiert. Zu Kämpfen kam es an der Pazifikküste nie. Die Erfahrungen im Osten zeigten aber auch, dass die bisherigen Befestigungsanlagen in der modernen Kriegsführung keine Rolle mehr spielten. Das Presidio wurde deshalb völlig neu geplant. Bevor die Pläne umgesetzt werden konnten, begann die Stadt San Francisco 1870 eine Kampagne für die Übertragung des allergrößten Teils des Militärgeländes. Die Stadt wuchs rapide und wollte die Grundstücke in bester Lage. Die Militärführung erklärte aber die strategische Position des Stützpunktes für unverzichtbar und begann mit dem massiven Ausbau.

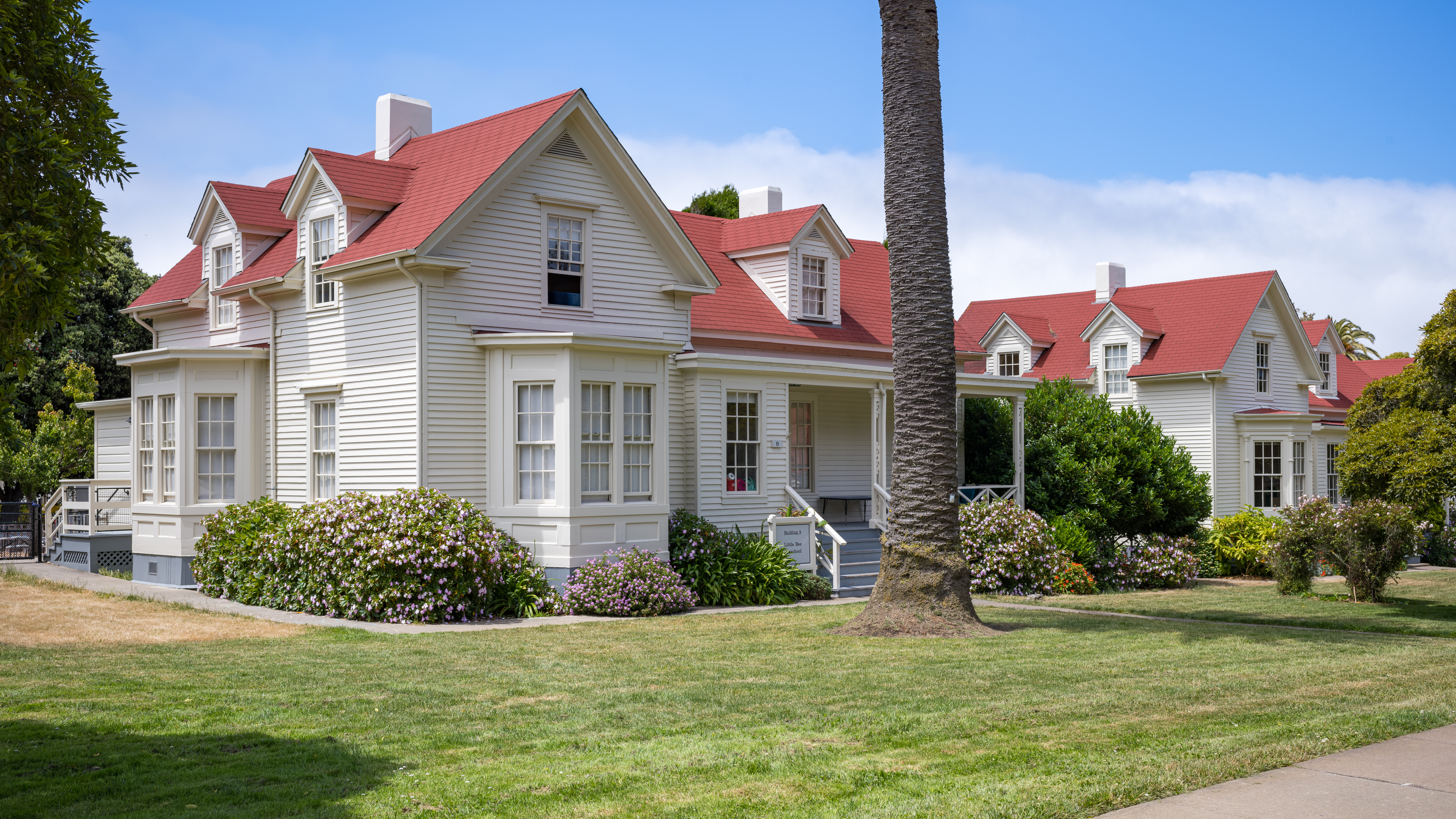
Die ältesten Wohnungen für Offiziere im Presidio, 1862
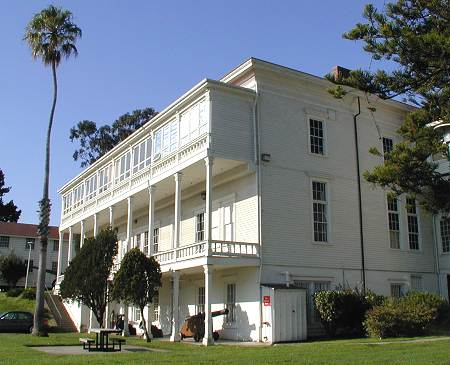
Erstes Militärkrankenhaus, 1864
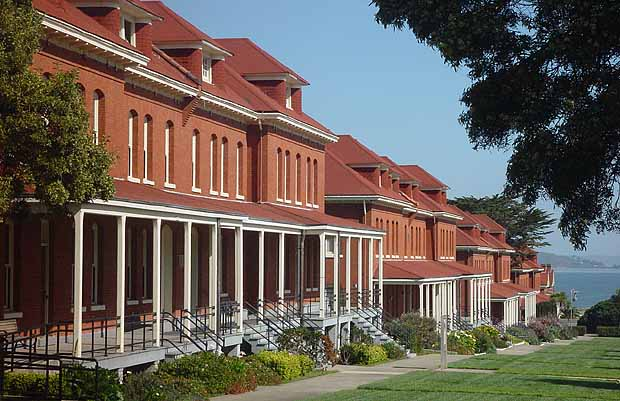
Mannschaftsunterkünfte am Paradeplatz, 1890
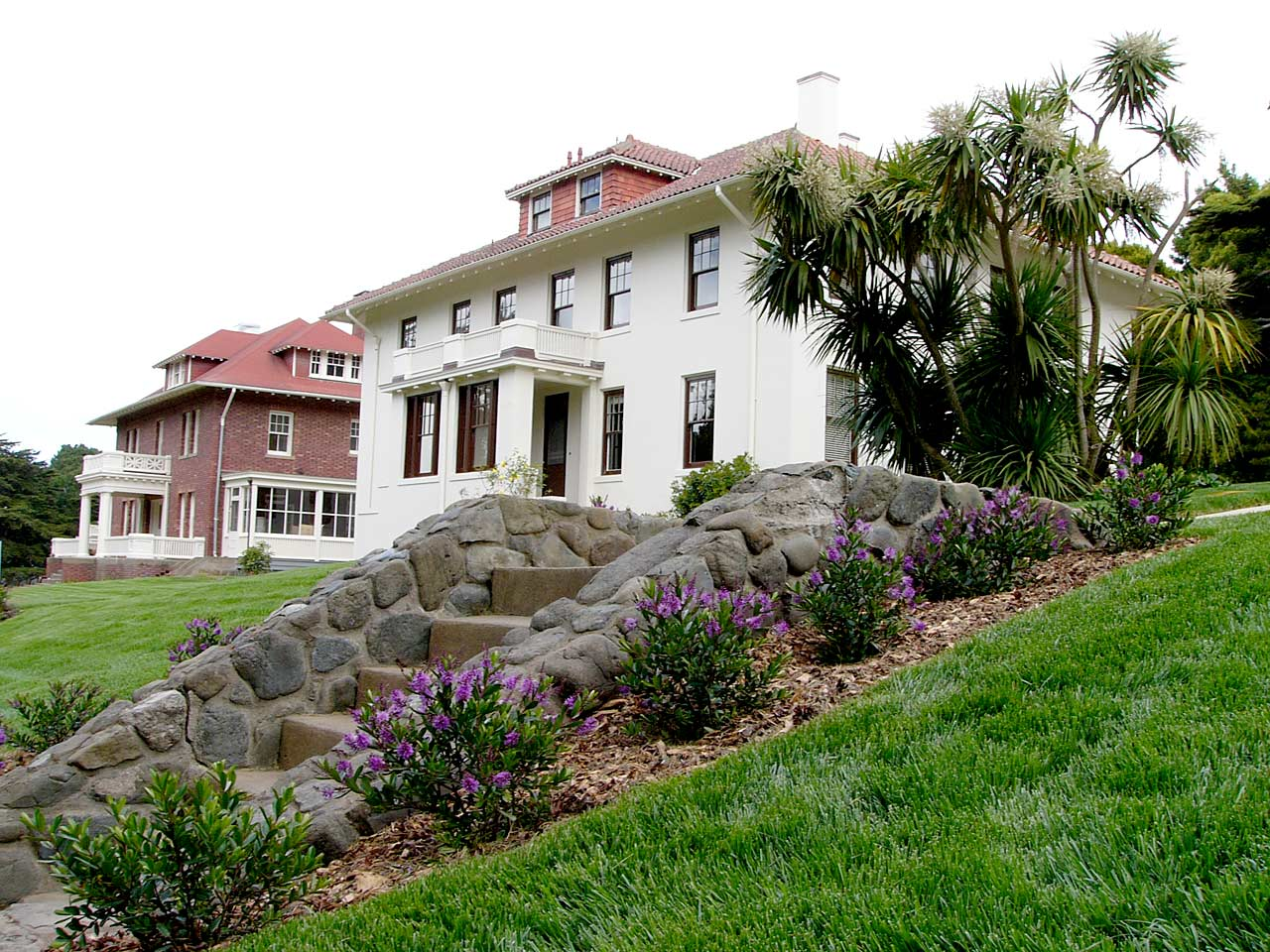
Offizierswohnungen, 1912
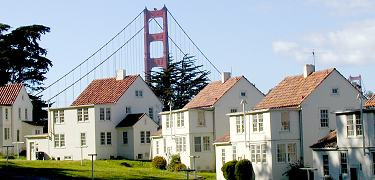
Wohnungen für die Piloten des neu angelegten Flugfelds, 1921

Die Gebäude der verschiedenen Bauabschnitte gelten als herausragende Beispiele für die Architektur ihrer Zeit: von der Viktorianischen Ära über neoklassizistische Backsteinbauten bis zu einer vereinfachten Form des Art déco und nach dem Ersten Weltkrieg reinen Zweckbauten, wie sie für Vorhaben von Regierung und Militär als angemessen gesehen wurden.
In den 1870er- und 1880er-Jahren wurde das Presidio zum wichtigsten Standort an der Westküste. Die hier stationierten Truppen waren in alle größeren Indianerkriege involviert, darunter auch die heftigsten Feldzüge gegen die Apachen. Der Stützpunkt wurde kontinuierlich ausgebaut, um die ständig zunehmenden Aufgaben zu erfüllen. Als in den 1890er-Jahren die Nationalparks Yosemite, Sequoia und General Grant in der kalifornischen Sierra Nevada gegründet wurden, oblag es bis zur Gründung des National Park Service 1916 den im Presidio stationierten Einheiten der US-Kavallerie, die neuen Parks zu kontrollieren.

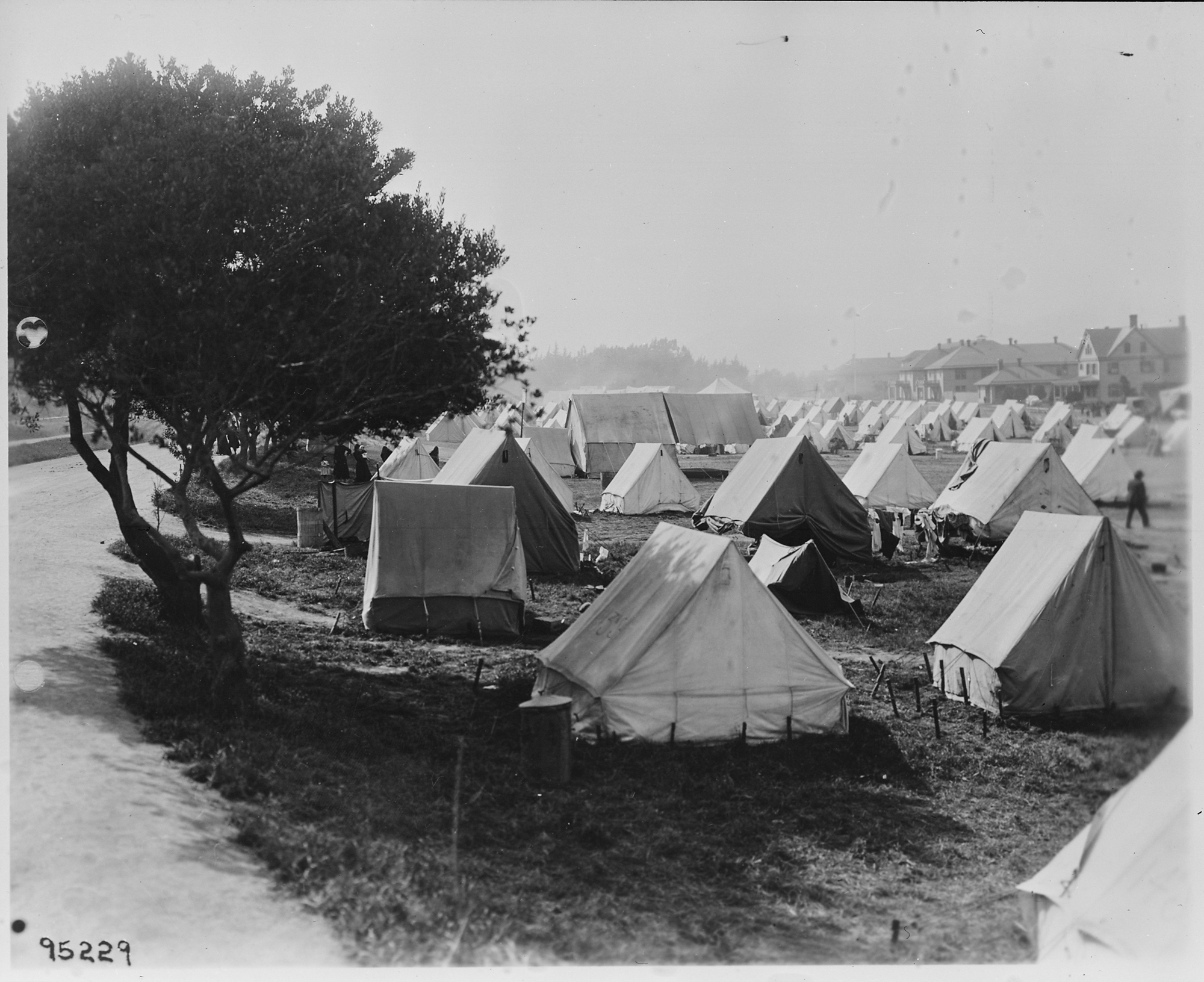
Zeltlager für Obdachlose nach dem Erdbeben in San Francisco von 1906

Im Spanisch-Amerikanischen-Krieg von 1898 und im folgenden Philippinisch-Amerikanischen Krieg bis 1902 war das Presidio die mit Abstand wichtigste Basis der US-Streitkräfte. Tausende Soldaten warteten auf ihre Einschiffung auf die Philippinen. Für die Verwundeten der Kriege wurde mit dem Presidio Army General Hospital (später in Letterman General Hospital umbenannt) das erste feste Militärhospital mit umfassender Versorgung errichtet. Nach dem Krieg im Pazifik blieb das 9. Kavallerie-Regiment, das aus schwarzen Amerikanern zusammengesetzt war und als Buffalo Soldiers bezeichnet wurde, im Presidio und übernahm die Patrouillen in den Nationalparks. Beim großen Erdbeben in San Francisco von 1906 leistete die US Army Hilfe für Tausende Verletzte und Obdachlose und richtete Zeltlager auf dem Gelände des 1895 angelegten Golfplatzes ein. Außerdem übernahm sie die Funktionen von Feuerwehr und Polizei und baute Kommunikationsleitungen, bis die zivilen Dienste wieder funktionierten.

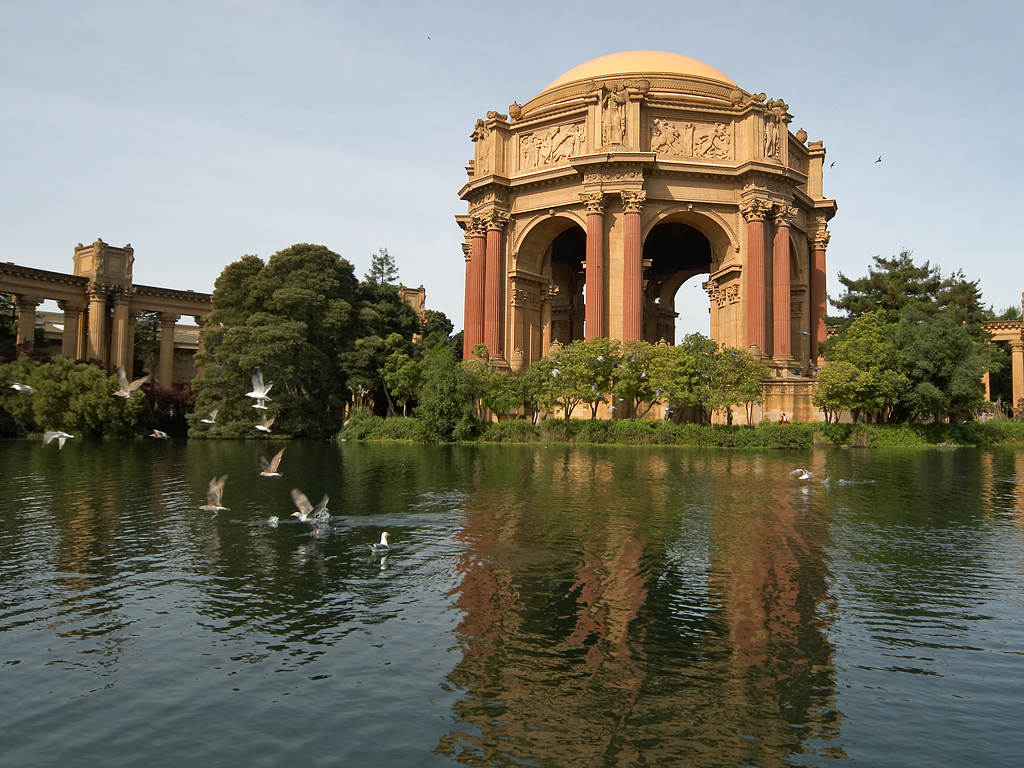
Der „Palast der Schönen Künste“, errichtet 1915 für die Weltausstellung

Im Jahr 1915 wurde San Francisco als Standort für die Panama-Pacific International Exposition ausgewählt. Die Fertigstellung des Panama-Kanals 1914 war der Anlass für eine Weltausstellung moderner Technik und Kultur. Die nach dem Erdbeben neu errichtete Stadt war der perfekte Gastgeber für diese Show. Rund zwei Drittel der Ausstellungsfläche lagen im Presidio. Der „Palast der Schönen Künste“ und die halbrunde Ausstellungshalle sind erhalten.
1916 zogen Truppen des Presidios auf der Mexikanischen Expedition unter dem Kommando von General John Pershing nach Süden gegen Pancho Villa. Der Erste Weltkrieg hatte keinen großen Einfluss auf die Stützpunkte der Westküste. General Pershing, der Kommandant des Presidios, wurde von US-Präsident Woodrow Wilson 1917 zum Oberbefehlshaber der American Expeditionary Forces in Europa ernannt.

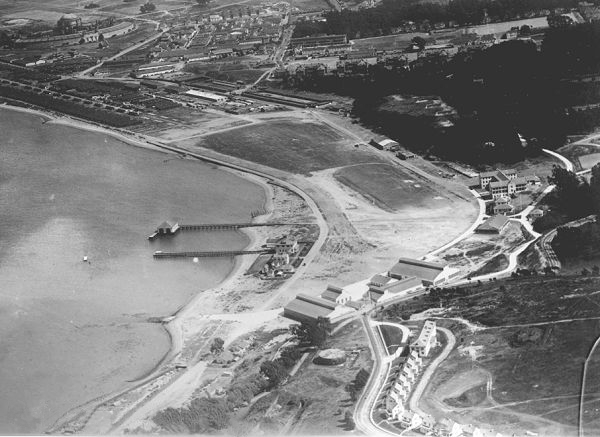
Militärflugplatz Crissy Field (1921)

1920 wurde zur Unterstützung der Küstenbefestigung Crissy Field, das erste Flugfeld der US-Army an der Westküste, angelegt. Mehrere Pionierleistungen der Luftfahrtgeschichte begannen oder endeten hier. Bau und Eröffnung der Golden Gate Bridge (1934 bis 1937), deren südliches Ende und Zufahrt auf dem Gelände des Presidio liegen, brachte öffentlichen Verkehr auf die bislang weitgehend abgeschlossene Halbinsel. Die Brücke erlaubte 1937, den Flugbetrieb weitgehend auf den neuen Flugplatz Hamilton Field nördlich von San Rafael auf der anderen Seite der Bucht zu verlegen.
Im Zweiten Weltkrieg wurde das Presidio erneut zum Hauptquartier der Westküste und ein wichtiger Stützpunkt des Pazifikkriegs. Die 4. US-Armee hatte hier seit 1936 ihr dauerhaftes Hauptquartier, die erste Sprachenschule des militärischen Nachrichtendienstes nutzte die Bauten des alten Flugfeldes. Zwischen 1943 und 1945 wurden 1.750.000 Mann von San Francisco mit der Pazifikflotte eingeschifft. Von Presidio aus wurde aber auch die Internierung japanischstämmiger Amerikaner organisiert. Nach dem Zweiten Weltkrieg bezog die 6. US-Armee ihr Hauptquartier im Presidio.
Im Kalten Krieg nahm die Bedeutung des Presidios und der Army an der Westküste ab. Eine neue Funktion kam mit der Errichtung eines Schirmes von Flugabwehrraketen vom Typ „Nike“ rund um die Bucht von San Francisco. Während des Vietnamkriegs hatte die starke Anti-Kriegs-Bewegung in der Stadt San Francisco Einfluss auf die Soldaten im Presidio. Im Oktober 1968 löste der Protest von Wehrpflichtigen über einen ungeklärten Todesfall im Militär-Arrest die sogenannte „Presidio-Meuterei“ aus, die als eine der einflussreichsten Protestaktionen innerhalb der Armee gilt.
1962 wurde das gesamte Gelände als National Historic Landmark District unter Ensembleschutz gestellt. Mehr als 450 Gebäude gelten heute als wertvolle Baudenkmäler. 1989 beschloss der US-Kongress, den Stützpunkt aufzugeben. Nach dem Abzug der Armee im Jahre 1994 wurde das Presidio unter die Verwaltung des National Park Service gestellt, der das Gelände als Teil des Golden Gate National Recreation Area betreut.

## Bauten und heutige Nutzung

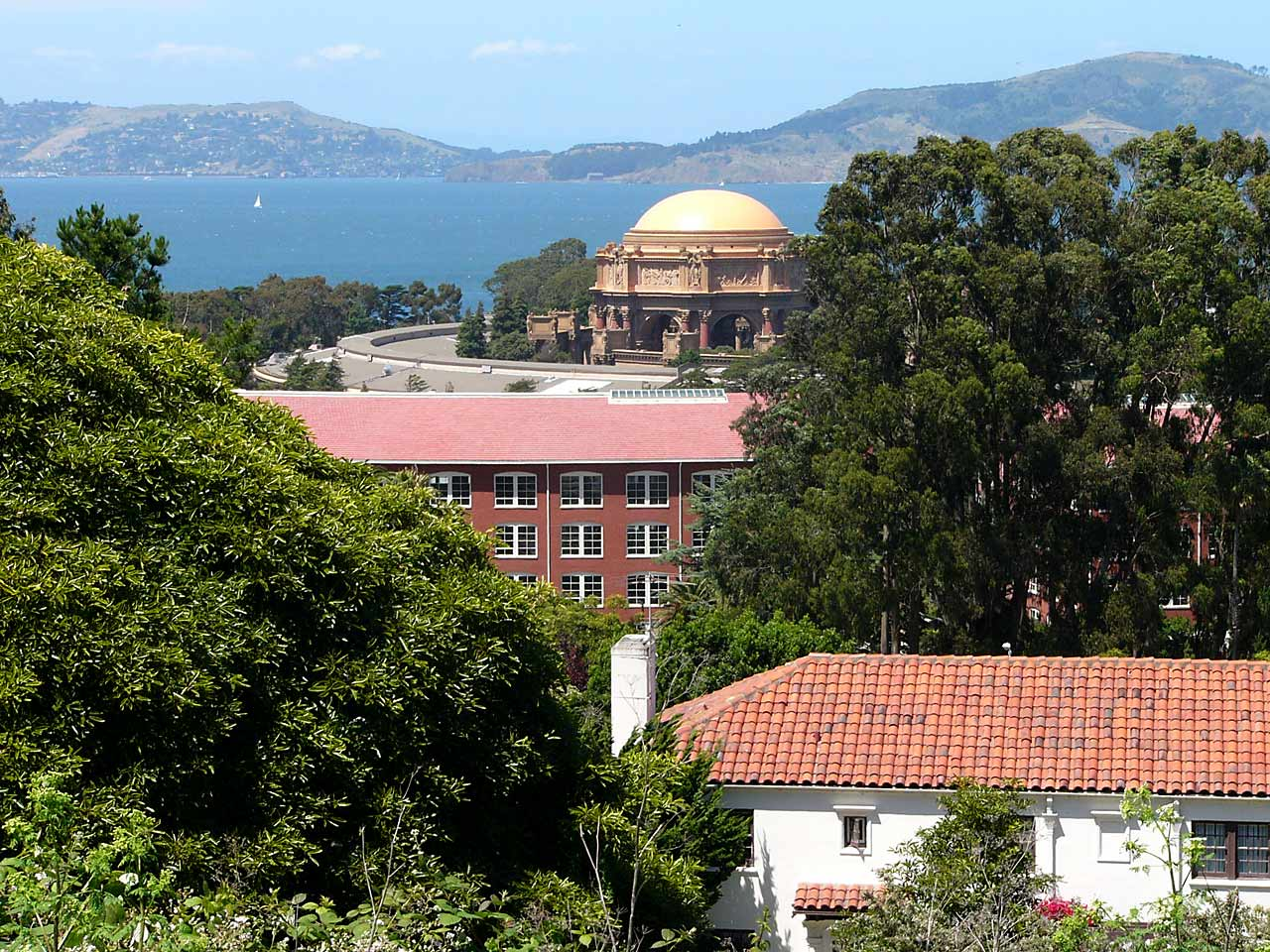
Blick von einem Wohngebiet auf die Bucht

Das Presidio ist die einzige Einrichtung des National Park Service, die sich vollständig selbst finanzieren muss. Zur Verwertung des Geländes wurde 1996 der Presidio Trust, eine Stiftung nach US-Bundesrecht, gegründet. Ursprünglich sollte Kostendeckung bis zum Jahr 2013 erreicht werden, aber bereits 2005 konnte der Trust einen ausgeglichenen Haushalt vorlegen. Insgesamt nutzen etwa 150 gewerbliche und gemeinnützige Unternehmen sowie 2500 Bewohner das Gebiet.

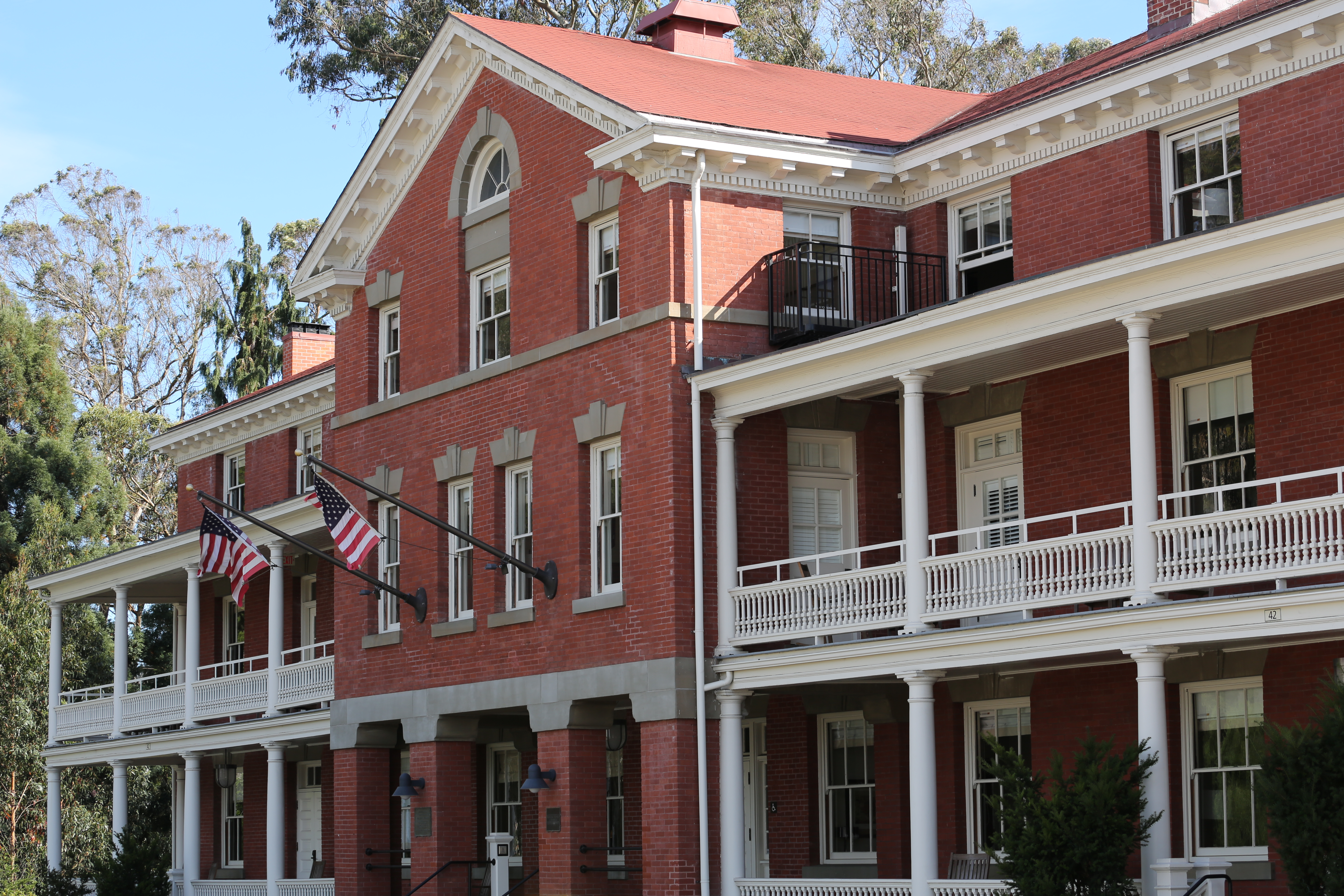
Inn im Presidio

Die Wohnbezirke von Mannschaften und Offizieren sowie gewerbliche Bauten am Rand des Geländes sind fast vollständig vermietet. Einige der Offiziersgebäude mit spektakulärem Blick auf die Golden Gate Bridge und die Bucht von San Francisco gehören zu den wertvollsten Wohnlagen der Welt und erzielen entsprechende Mietpreise. Der Trust finanziert sich überwiegend aus den Einnahmen der vermieteten Wohnungen.
Aus den Einnahmen plant der Presidio Trust mittelfristig das Gelände nach Gesichtspunkten des Naturschutzes aufzuwerten. In den Wäldern am Rand des Presidios und auf Erholungsflächen sollen einheimische Pflanzen bevorzugt werden. Die größte Planung ist die Wiederherstellung der Tennessee Valley Hollow Watershed, einer seit Anfang des 20. Jahrhunderts verrohrten Quelle mit den natürlichen Wasserläufen in den Hügeln auf der Westseite. Seit 2008 wird in mehreren Abschnitten der Wasserlauf renaturiert.

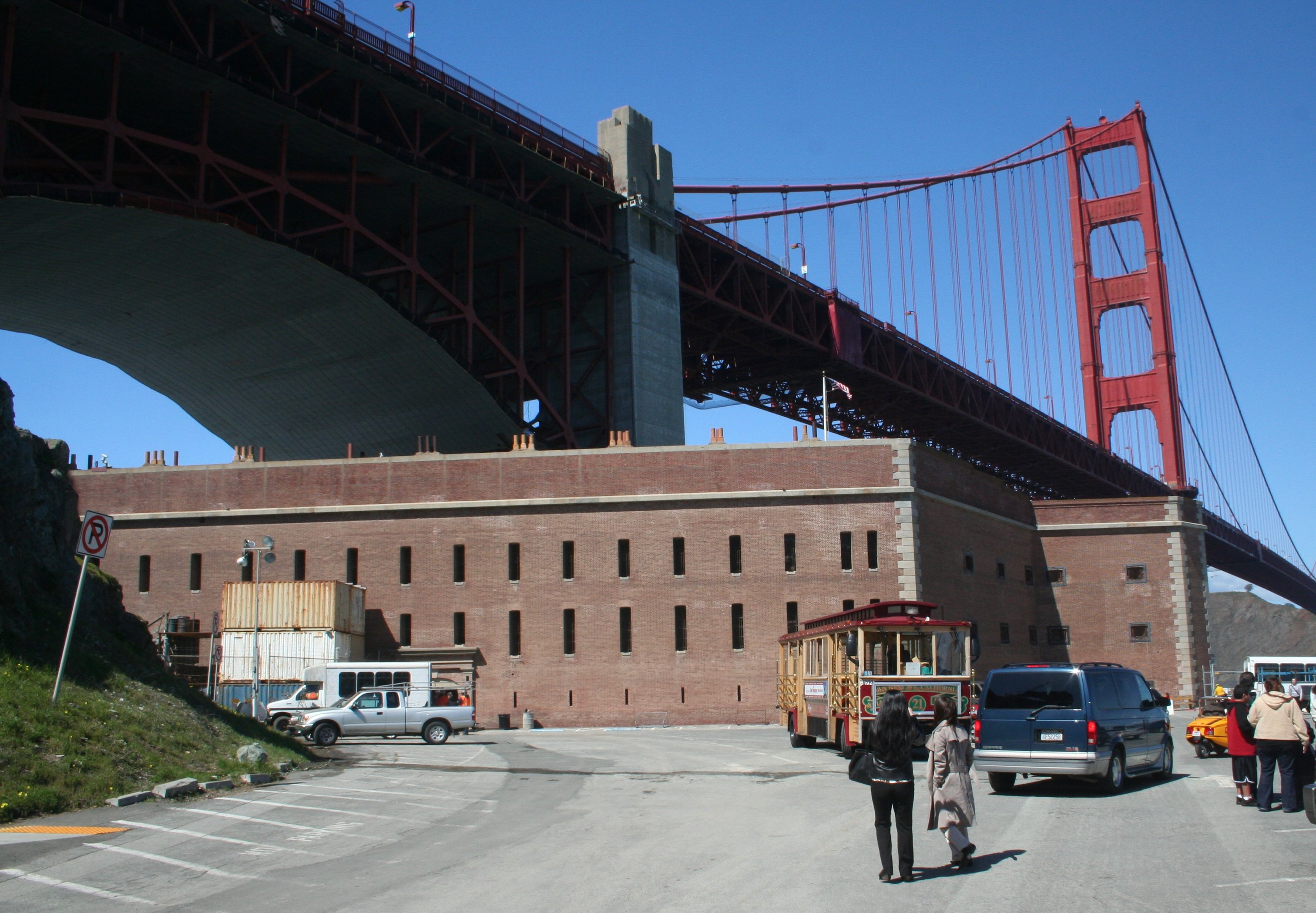
Fort Point
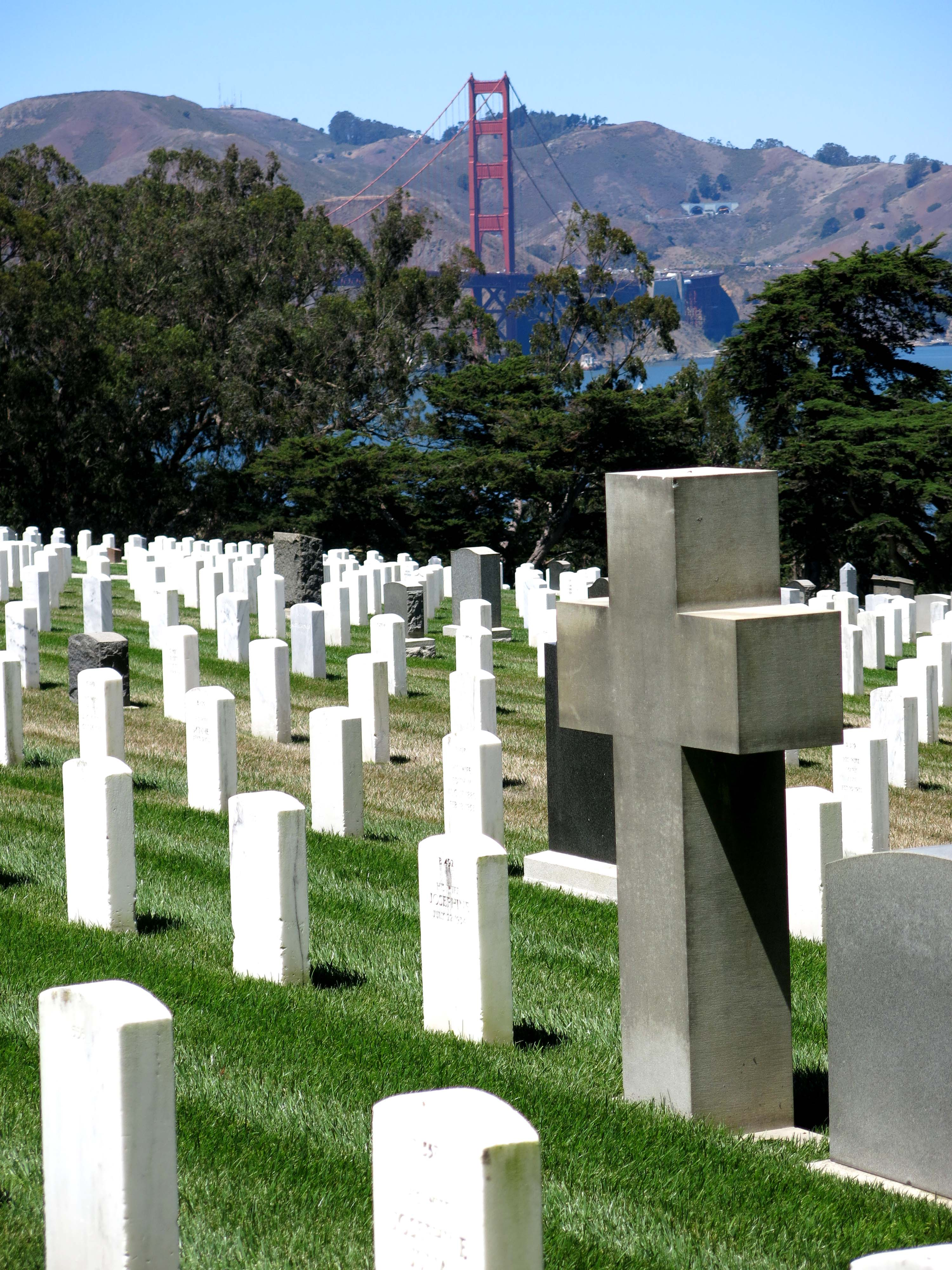
San Francisco National Cemetery mit Blick auf die Bucht von San Francisco
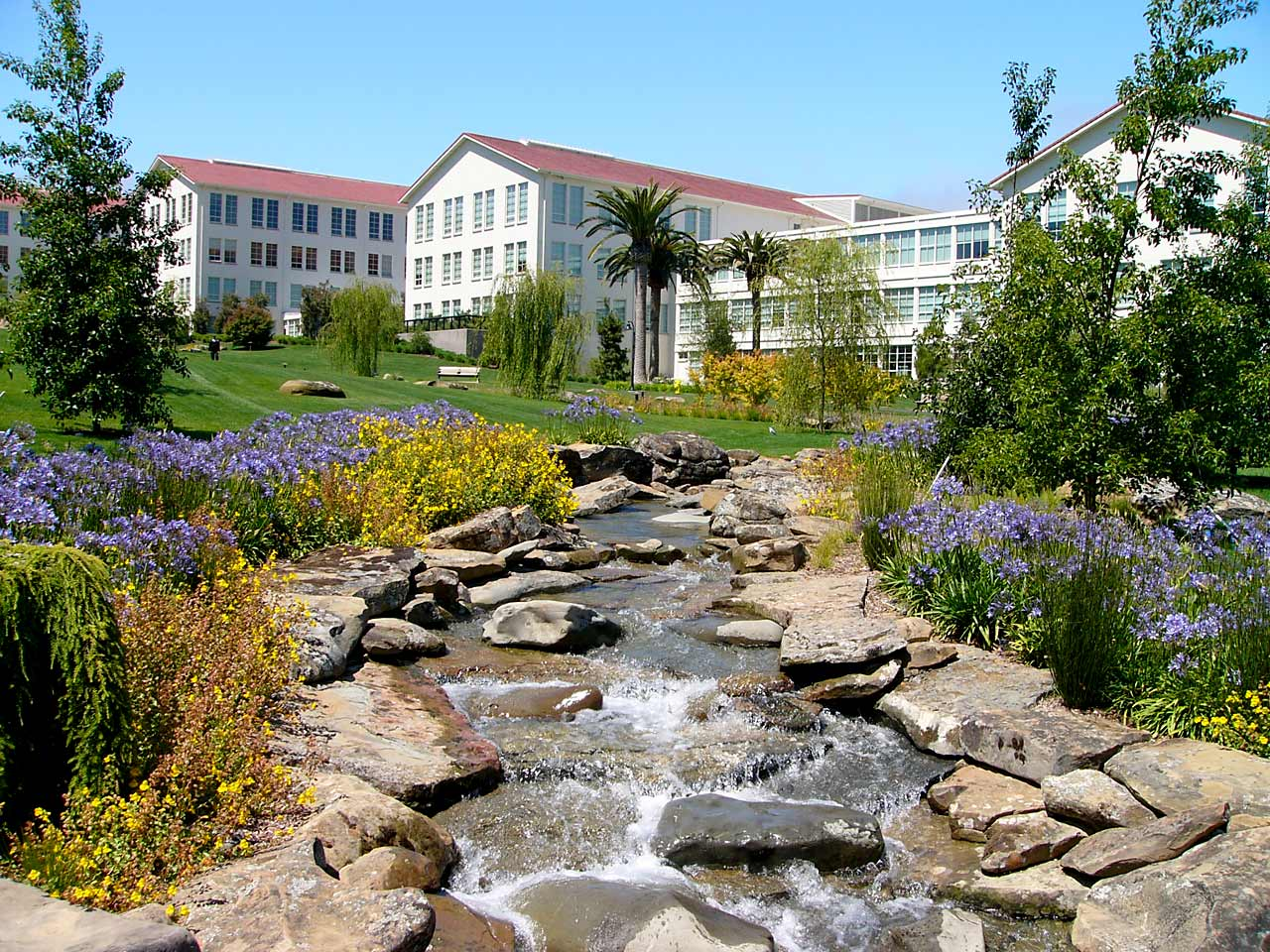
Letterman Digital Arts Center
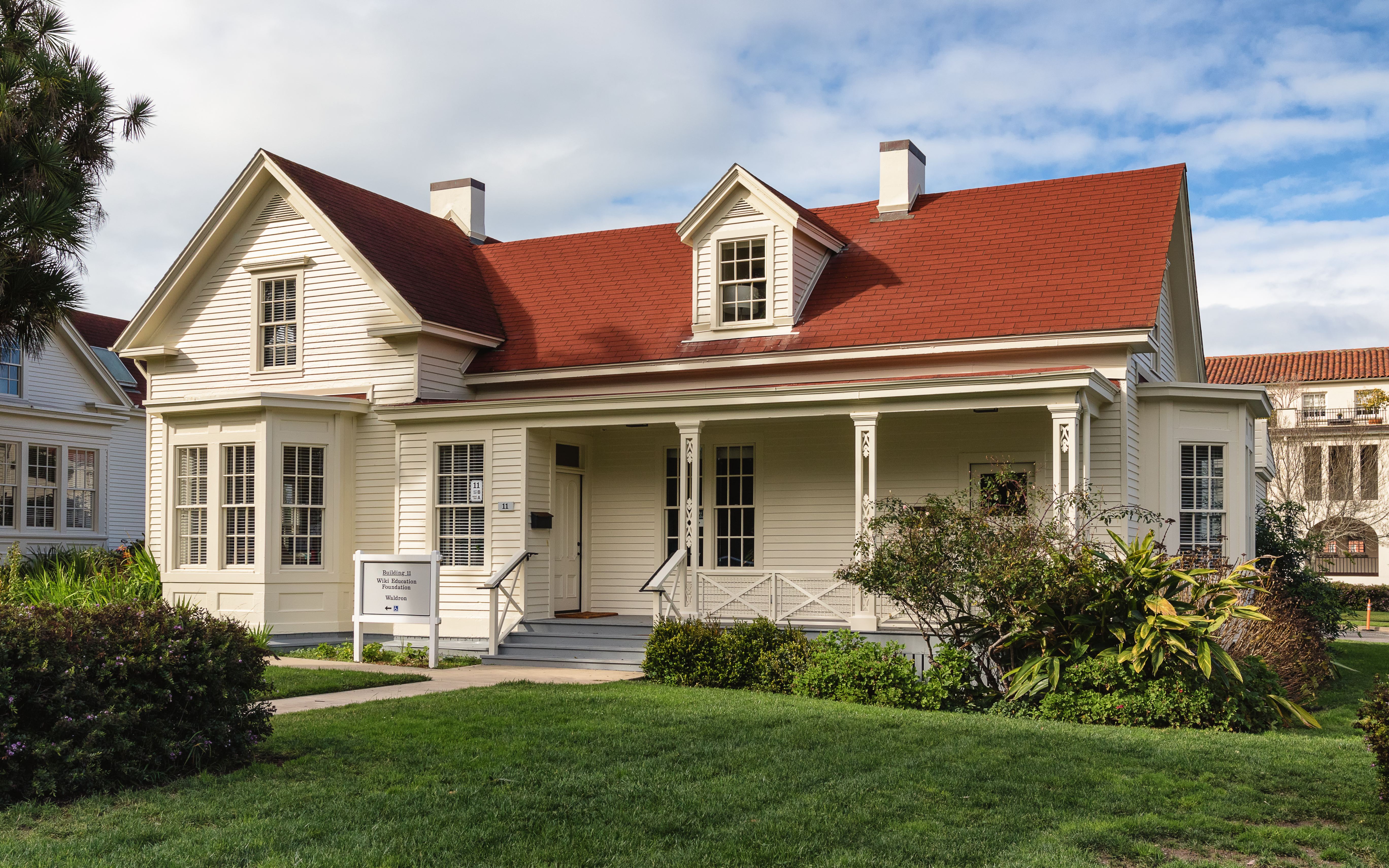
Ehemaliges Offiziersquartier, heute Büro der Wiki Education Foundation
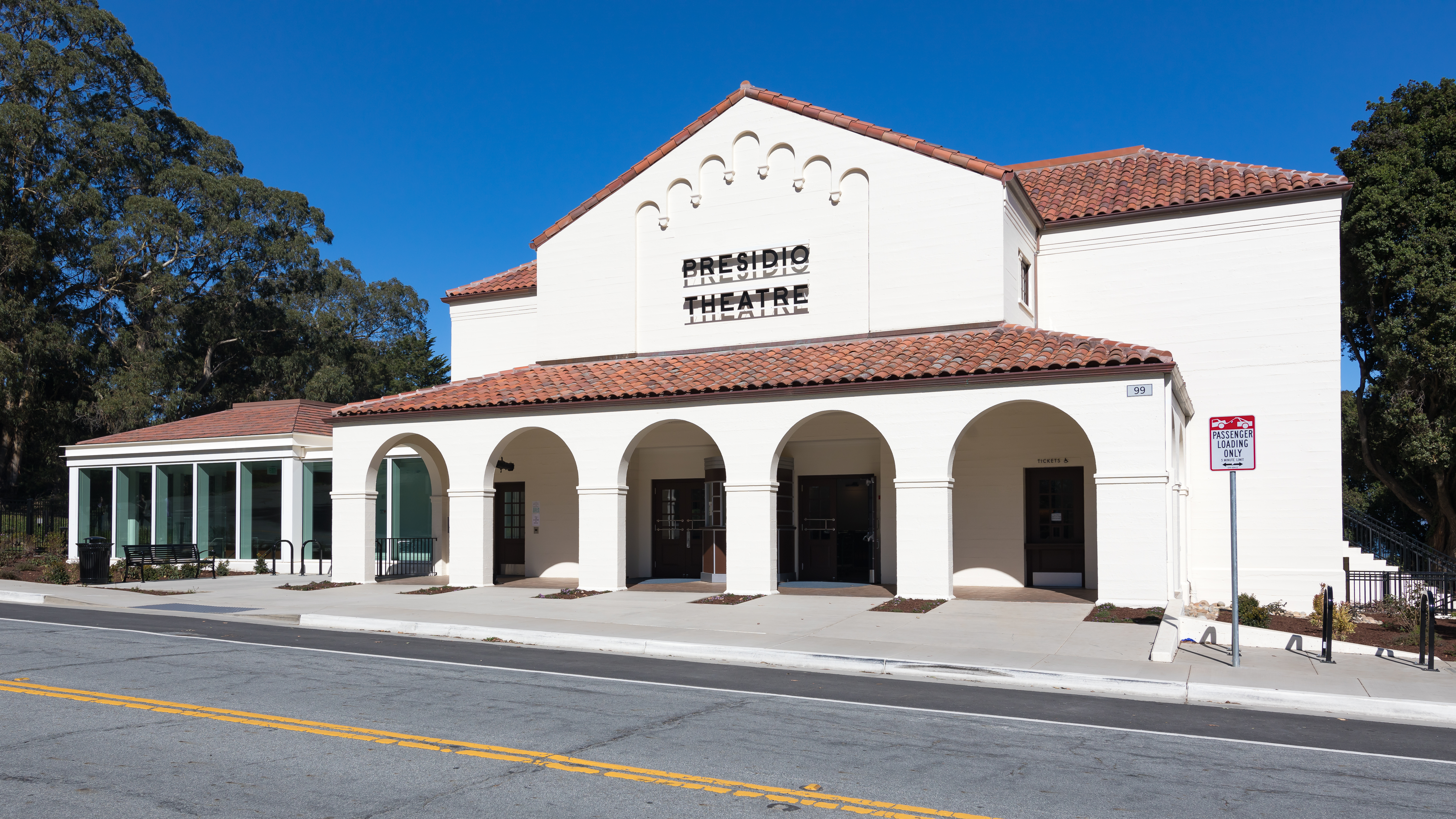
Das im September 2019 wiedereröffnete Presidio Theatre
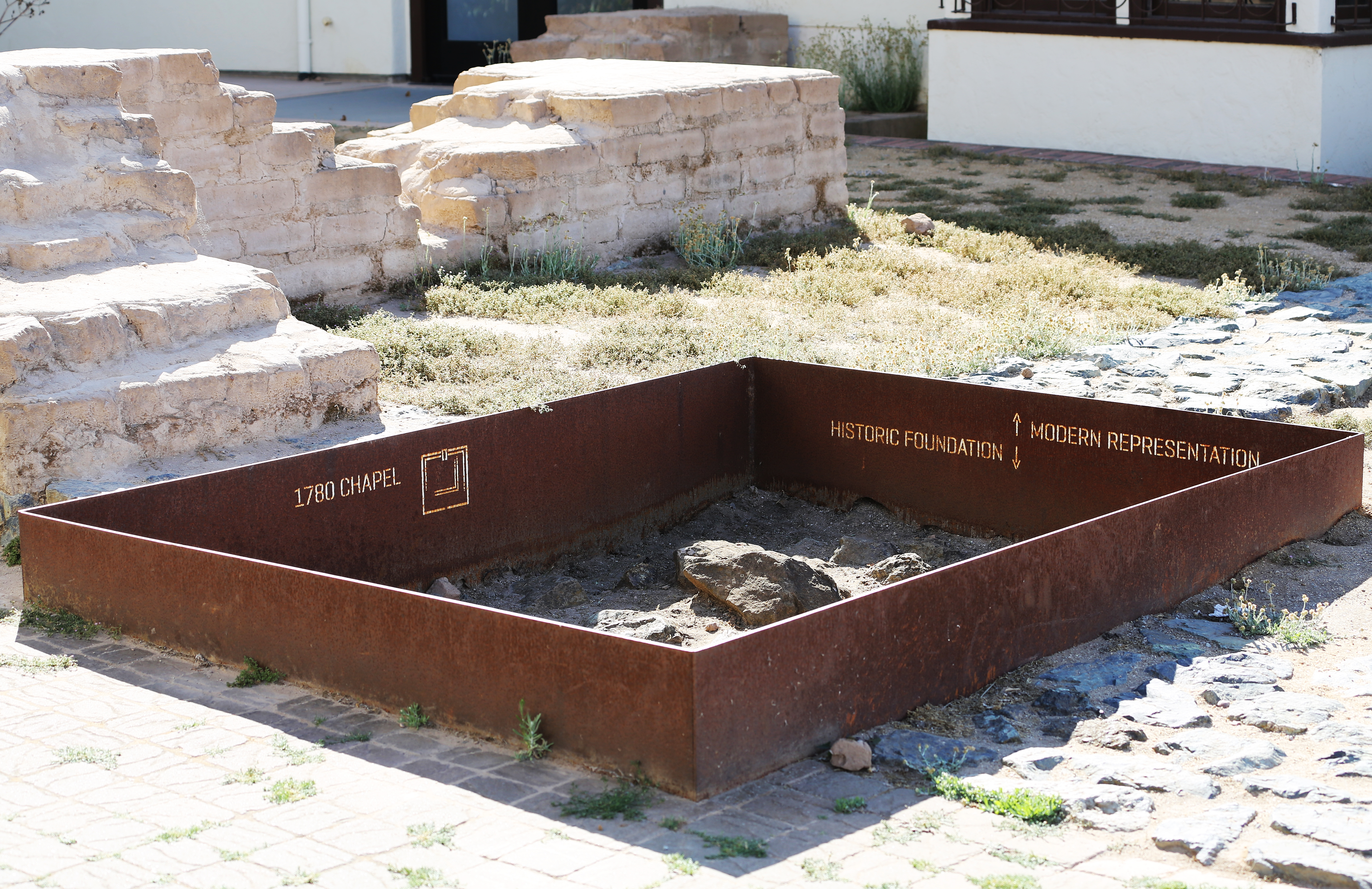
Ausgrabungen aus dem späten 18. Jahrhundert im Presidio

### Konflikte

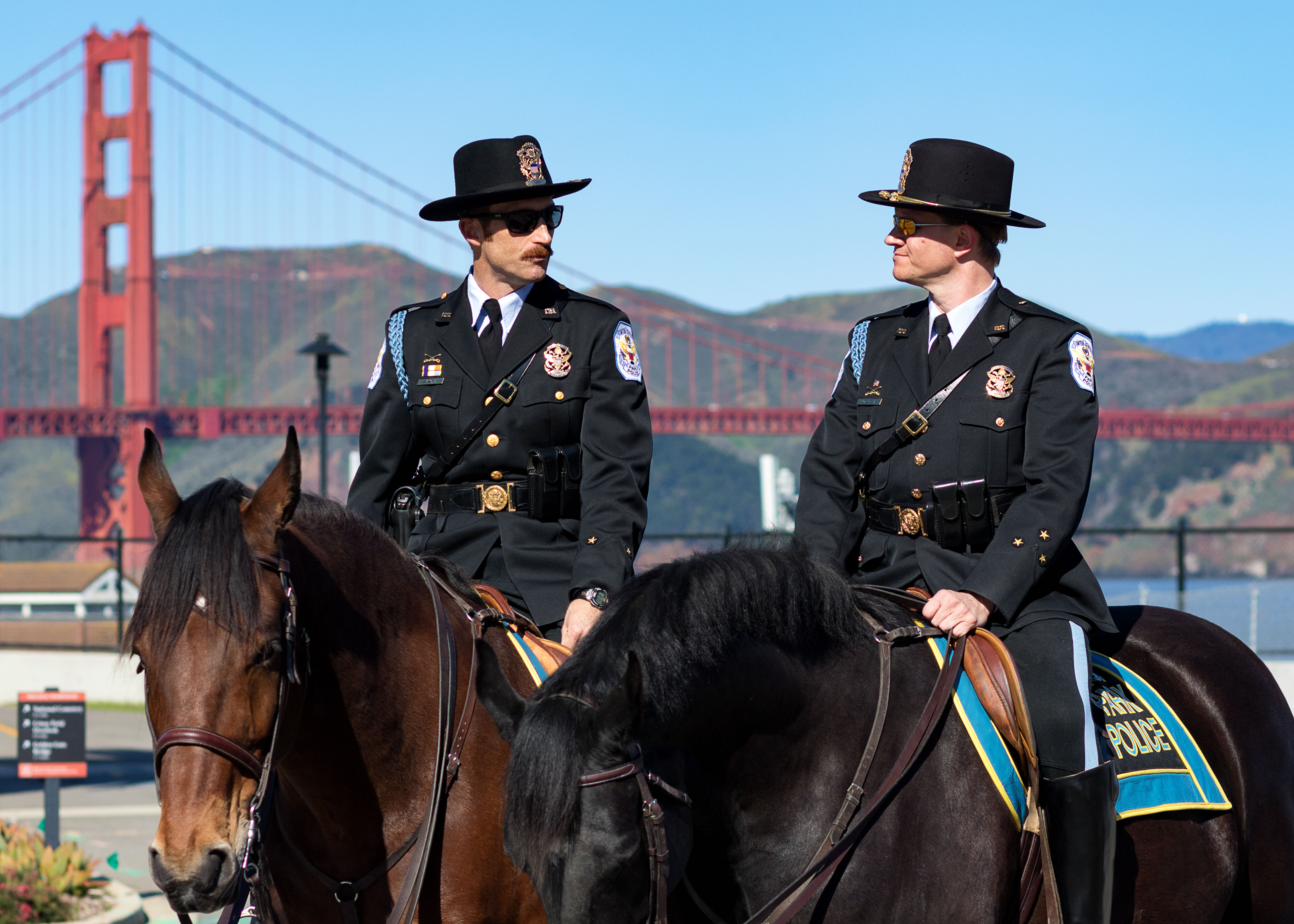
Im Presidio sorgt die U.S. Park Police des National Park Service und nicht etwa die Polizei von San Francisco für Sicherheit

Konflikte ergeben sich, weil sowohl der National Park Service als auch der Presidio Trust ausschließlich nach US-Bundesrecht operieren. Die Stadt San Francisco und der Staat Kalifornien haben keinerlei Mitspracherecht über die Nutzung des Geländes und erzielen keine Steuereinnahmen aus der Vermietung. Daher hat die Stadt auch nur geringes Interesse an einer Kooperation. So gibt es auch nach über zehn Jahren kein integriertes Konzept für die Anbindung der Wohngebiete und Gewerbekomplexe an den in San Francisco für US-Verhältnisse außergewöhnlich gut entwickelten öffentlichen Nahverkehr. Der Presidio Trust betreibt stattdessen ein eigenes System aus Shuttle-Bussen, die das Gelände an den städtischen Nahverkehr anbinden.

### Wichtige Gebäudekomplexe und Einrichtungen

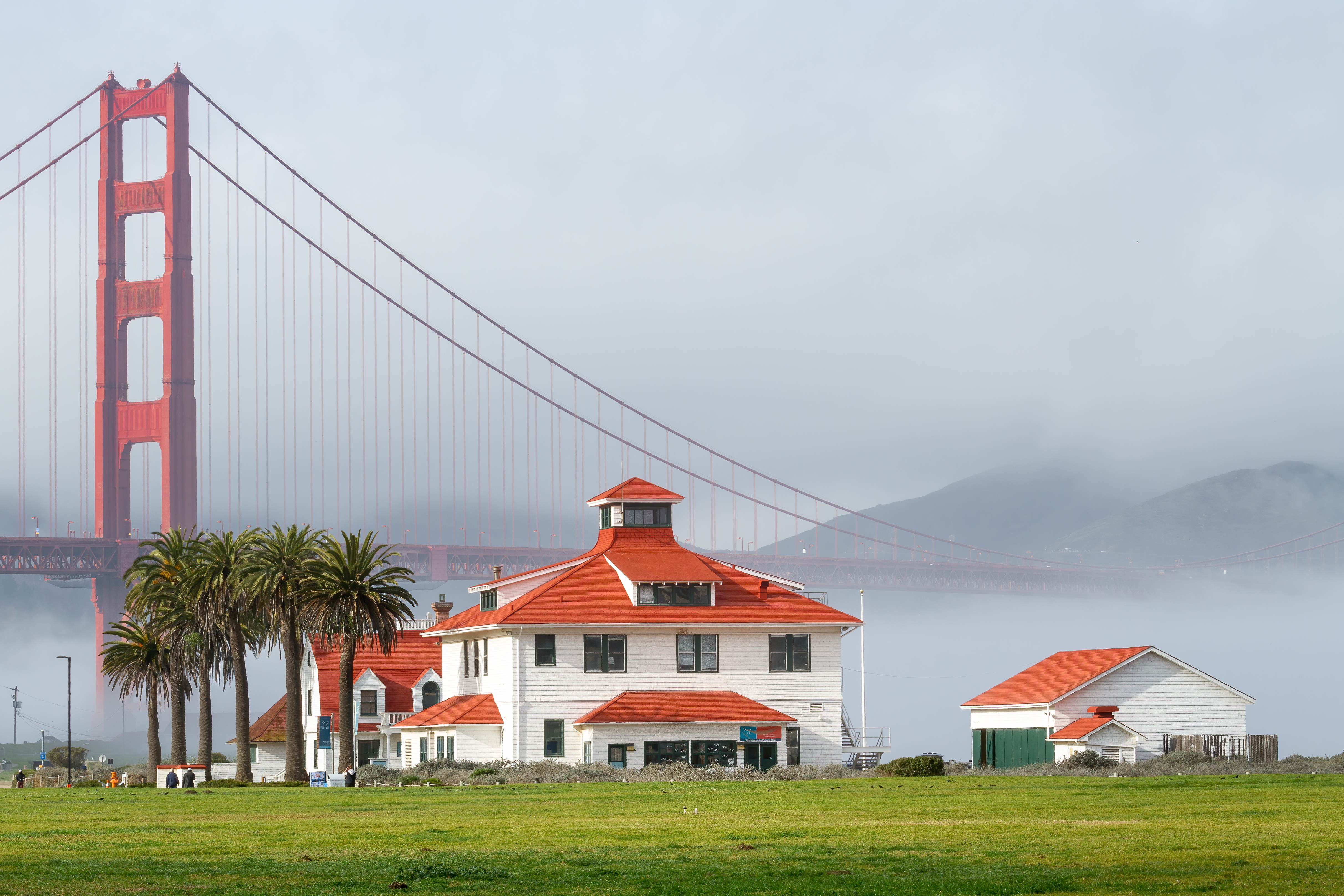
Ehemalige Coast Guard Station in Crissy Field mit der Golden Gate Bridge im Hintergrund

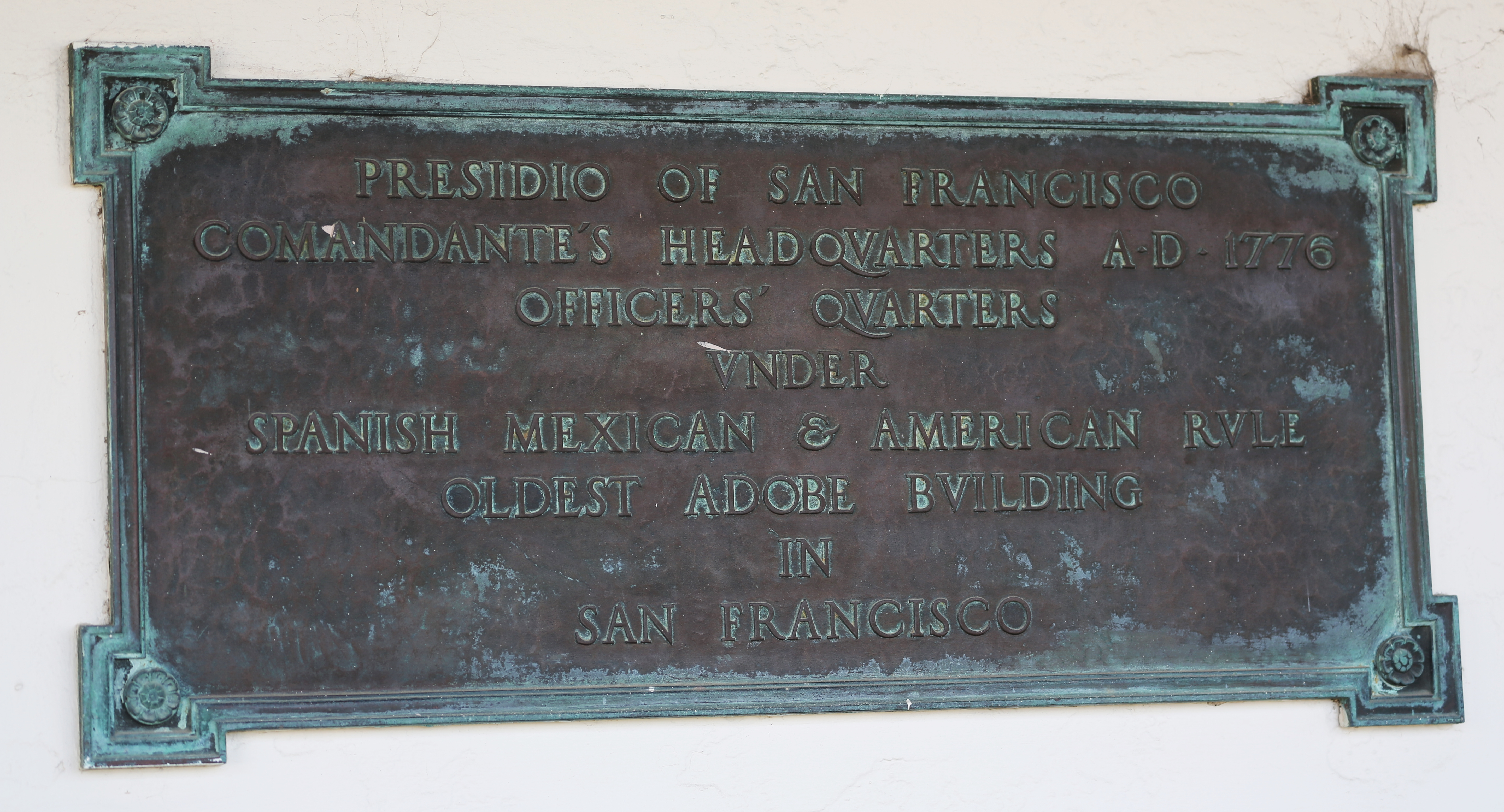
Tafel beim Officer’s Club, dem ältesten Gebäude in San Francisco

- Tafel beim Officer’s Club, dem ältesten Gebäude in San FranciscoMain Post: Im alten Kern des Presidios sind Teile der ersten Adobe-Gebäude von 1793 erhalten, die in den früheren Offiziersclub integriert wurden. Das Bauwerk wurde renoviert und wird als Ausstellungshalle genutzt. Die ehemaligen Kasernen der Mannschaften und die Offiziersquartiere aus den 1890er-Jahren rund um den Paradeplatz sind fast vollständig restauriert und vermietet. Neben Unternehmen der Immobilien- und Finanzbranche sowie mehreren Bildungseinrichtungen wurden hier verbilligte Flächen für gemeinnützige Organisationen reserviert.
- Fort Point: Das Fort unter der Golden Gate Bridge von 1861 ist als National Historic Site ausgewiesen und kann von der Öffentlichkeit besichtigt werden.

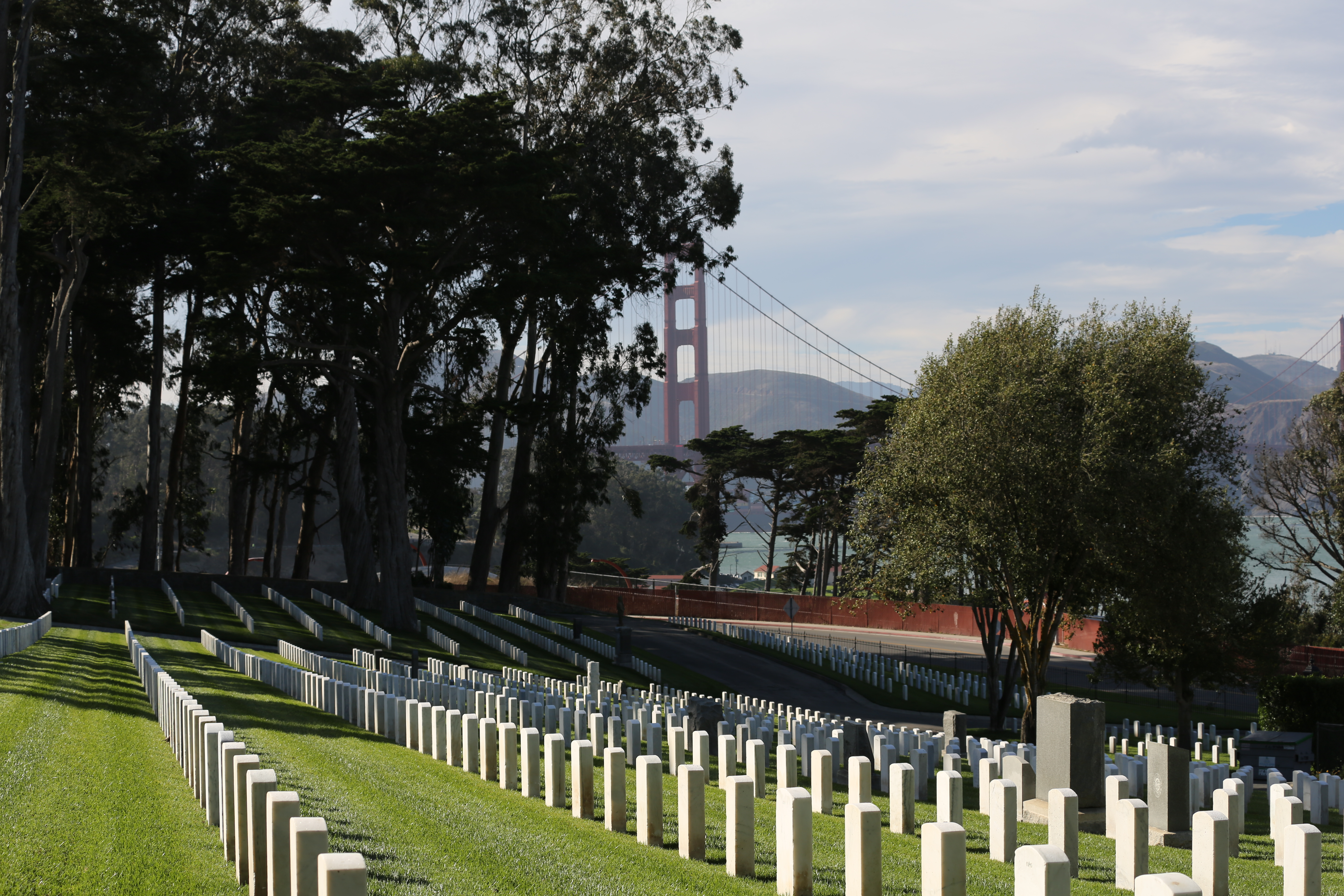
National Cemetery im Presidio

- National Cemetery im PresidioSan Francisco National Cemetery: Auf der nationalen Kriegsgräberstätte liegen etwa 15.000 Soldaten aus verschiedenen Kriegen seit den 1880er Jahren begraben, darunter etwas über 500 „unbekannte Soldaten“.
- Presidio Golf Course: Der Golfplatz wurde 1895 angelegt und 1910 nach dem Erdbeben auf 18 Löcher erweitert. Er war bis 1994 Militärangehörigen vorbehalten und ist heute öffentlich zugänglich. Er trägt wesentlich zum grünen Eindruck des gesamten Geländes bei.

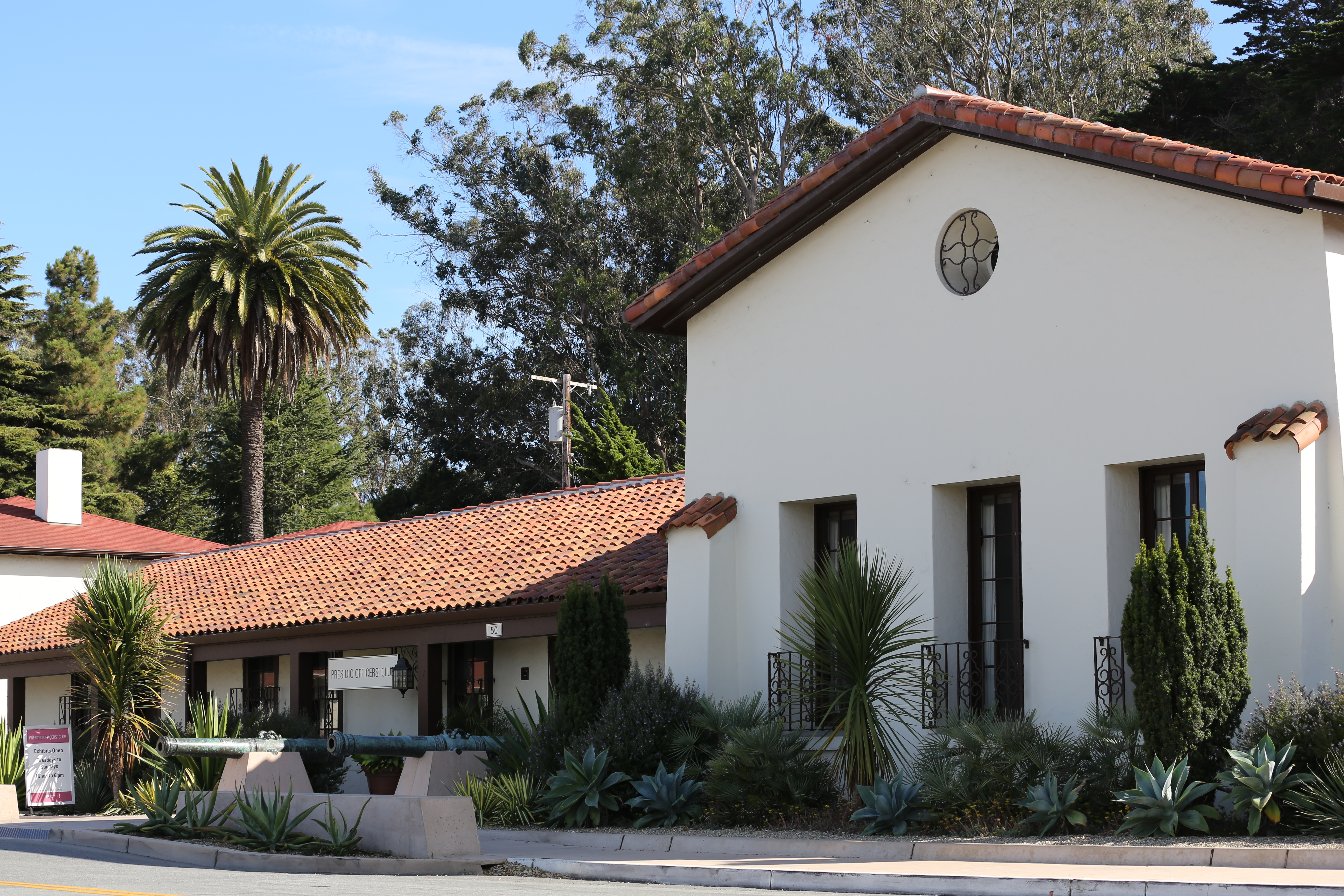
Officer’s Club im Presidio

- Officer’s Club im PresidioLetterman General Hospital: Das ehemalige Militärkrankenhaus von 1899 wurde abgerissen und das an demselben Standort errichtete Letterman Digital Arts Center 2005 für 50 Jahre an die Unternehmen LucasArts, Lucasfilm und Industrial Light and Magic verpachtet. Die von George Lucas gegründeten Unternehmen sind seit 2012 Tochtergesellschaften der Walt Disney Company und haben im Presidio ihre Geschäftsführung sowie die Online-, Rechts- und Marketingabteilungen gebündelt.
- Battery Chamberlin: Auf der Pazifik-Seite wurden Anfang des 20. Jahrhunderts mehrere Geschützstellungen errichtet. Die Battery Chamberlin im Nord-Westen, nahe der Golden Gate Bridge, ist die einzige erhaltene Verschwindlafette der Westküste und kann besichtigt werden.
- Public Health Service Hospital: Das ehemalige Krankenhaus ist das größte Einzelgebäude des Presidios. Die in den 1950er Jahren hinzugefügten Seitenflügel des Gebäudes von 1932 wurden abgerissen. Das Hauptgebäude am Südrand des Geländes wurde bis 2010 in Wohnungen der gehobenen Kategorie umgebaut und für die Renovierung nach modernen Umweltstandards ausgezeichnet.[6] Auch die zugehörigen Wohnhäuser für Beschäftigte des Krankenhauses sind vermietet.
- Fort Winfield Scott: Der größte Gebäudekomplex des Geländes (von 1910, benannt nach Armeegeneral Winfield Scott), wurde teilweise renoviert. In ihm hat der Presidio Trust 2014 das Presidio Institute eröffnet, eine Forschungs- und Bildungseinrichtung.[7]

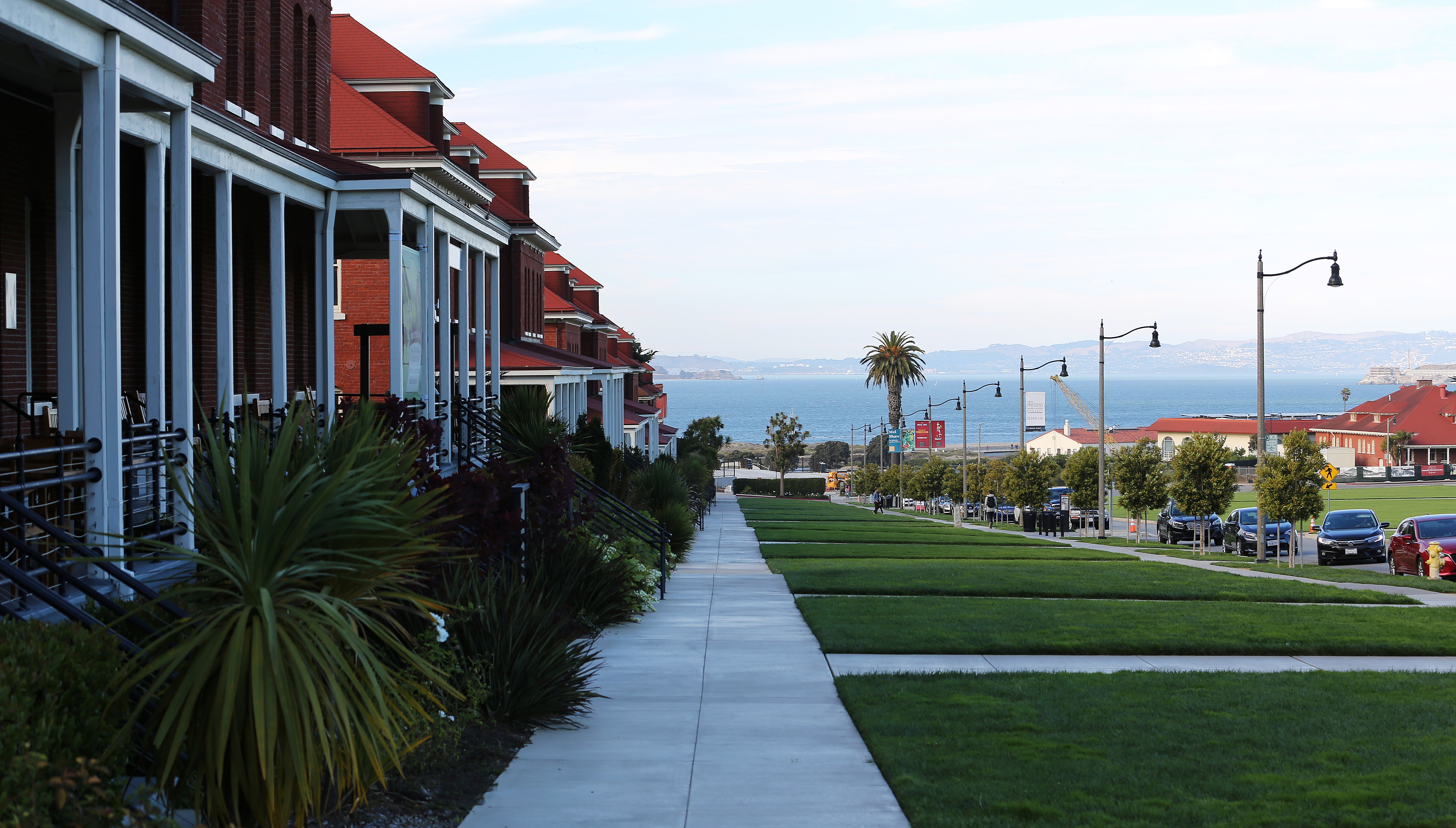
Main post im Presidio

- Main post im PresidioCrissy Field, ein ehemaliger Militärflughafen am Rande der Bucht von San Francisco, der heute als Naherholungsgebiet dient.
- Das Presidio Theatre wurde bis 2019 renoviert und im September des Jahres wieder eröffnet.

### Bedeutende Nutzer
- Die Unternehmen Lucasfilm und ILM von Disney sind die größten Mieter
- Alexa Internet
- San Francisco Film Center
- Mehr als dreißig gemeinnützige Organisationen aus den Bereichen Kunst, Bildung und Umweltschutz.
- Das Walt Disney Family Museum über das Leben von Walt Disney eröffnete im Herbst 2009 in einem der Backsteinbauten am Paradeplatz und zwei zugehörigen Nebengebäuden.
- Das Contemporary Art Museum at the Presidio sollte bis 2011 auf dem Gelände errichtet werden und die Sammlung Zeitgenössischer Kunst von Donald und Doris Fischer ausstellen. Der Standort des Projektes, das neben den Ausstellungsräumen ein Hotel und ein Kino umfassen soll, ist umstritten, der Vorschlag, es auf dem Paradeplatz im Kern des Presidios zu errichten, fiel im August 2008 bei einer Anhörung des Denkmalschutzamtes durch.

## Landschaft
Neben dem bebauten Gebiet gehören zum Presidio auch große Flächen im Naturzustand. Die Felsküste auf der westlichen Flanke der Halbinsel ist an der Spitze schroff und fällt steil zum Pazifik ab. Südlich schließen sich Strände an. Auf den Felsen wachsen Sitka-Fichten und diverse Kreuzdorngewächse. An den Hängen des Strandes blühen Sandverbenien und Meersenf. Hier brüten auch einige Paare des bedrohten Seeregenpfeifers.
Auf der Innenseite der Bucht, unterhalb des alten Militärflugplatzes liegt ein kleines Sumpfgebiet. Es ist als Lebensraum von Blütenpflanzen, Amphibien und Wasservögeln wertvoll.

## Presidio und Medien
Alfred Hitchcock entdeckte 1958 das Presidio als Schauplatz und Drehort für seinen Film Vertigo – Aus dem Reich der Toten, mit James Stewart und Kim Novak.
Zu den späteren Filmen, die im Presidio gedreht wurden, gehören:
- Presidio, 1988, mit Sean Connery, Mark Harmon und Meg Ryan in den Hauptrollen, Regie und Kamera: Peter Hyams.
- Das Todesspiel, 1988, mit Clint Eastwood
- The Game, 1997, mit Michael Douglas und Sean Penn
- Dr. Dolittle 2, 2001 mit Eddie Murphy

Im fiktiven Universum von Star Trek befindet sich der Sitz der Sternenflotte im Presidio von San Francisco.
Seit dem Abzug der Armee dienten die verlassenen Einrichtungen vielfach als Kulisse für den Dreh von Musikvideos.